# Porsche 911 GT3
Pour un article plus général, voir Porsche 911.
Pour les articles homonymes, voir GT3.

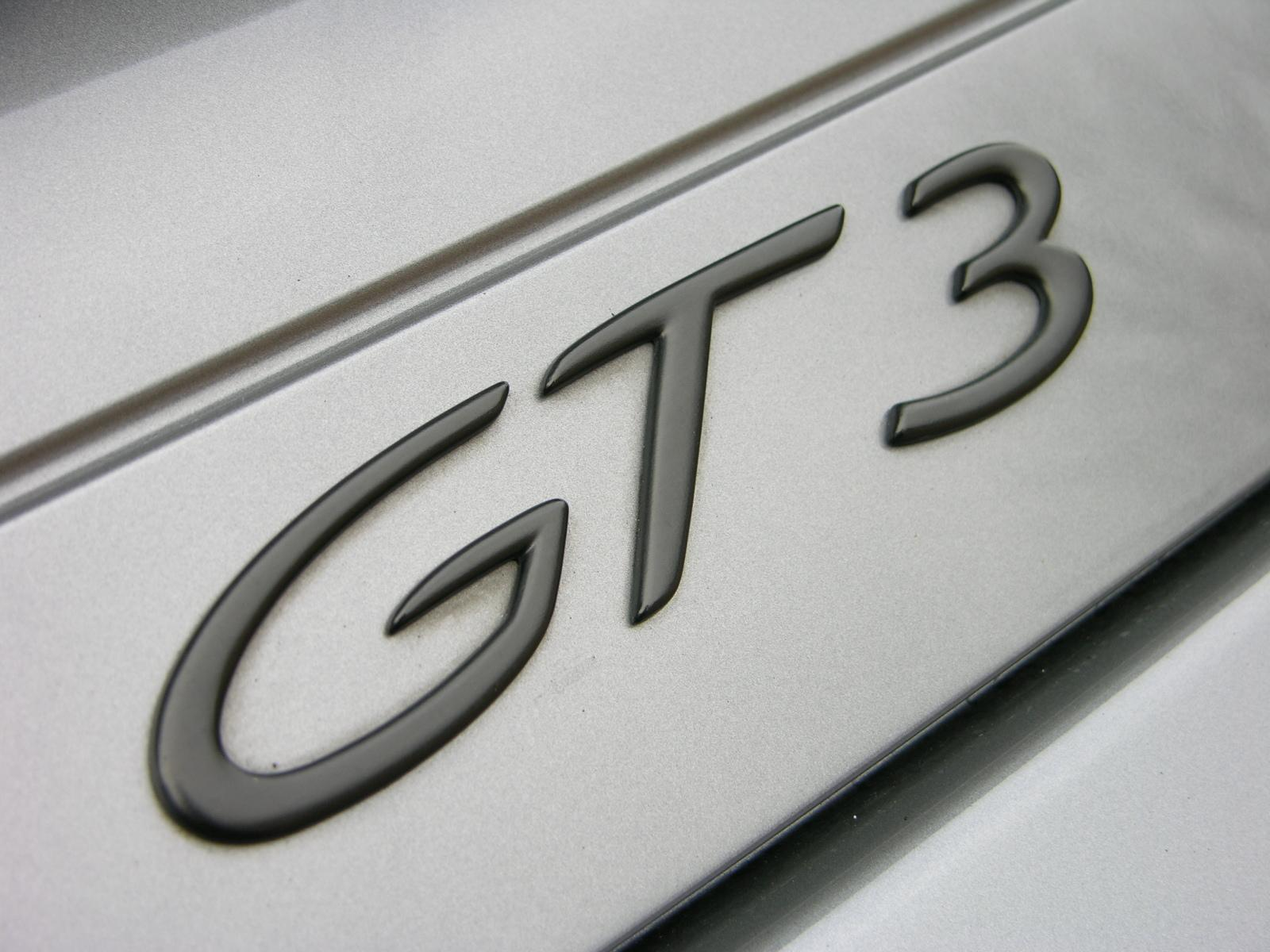
Inscription GT3 sur une Porsche 996 GT3 de 2005

La Porsche 911 GT3 est une automobile de sport du constructeur allemand Porsche mise sur le marché en 1999. C'est une version haute performance de la 911. Elle est assemblée à Stuttgart (Zuffenhausen), en Allemagne. Elle connaît plusieurs évolutions majeures, avec la 911 type 996, 997, 991 et 992.

## 996 GT3

### 996.1 GT3 (1999-2000)

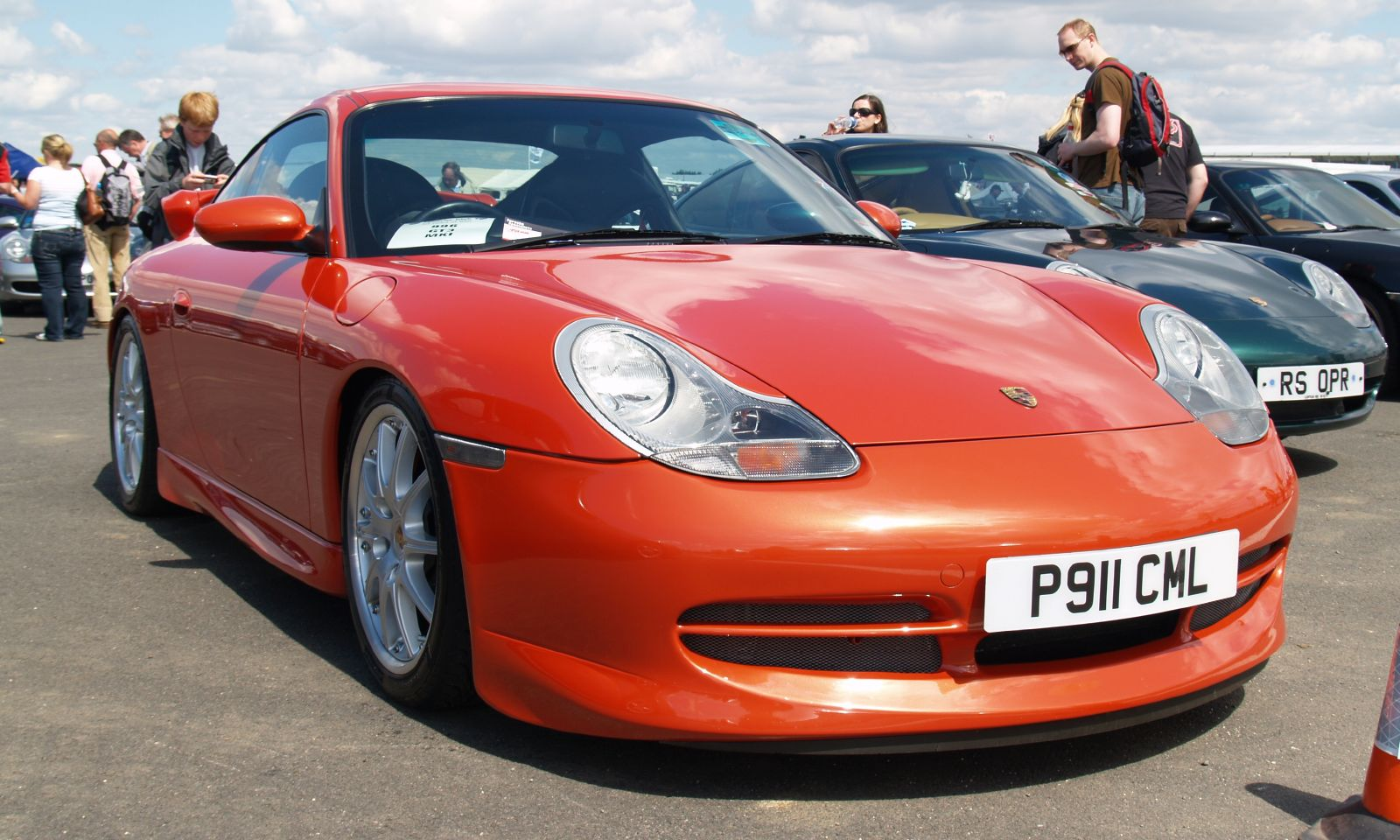
Porsche 911 GT3 (996) de 1999.

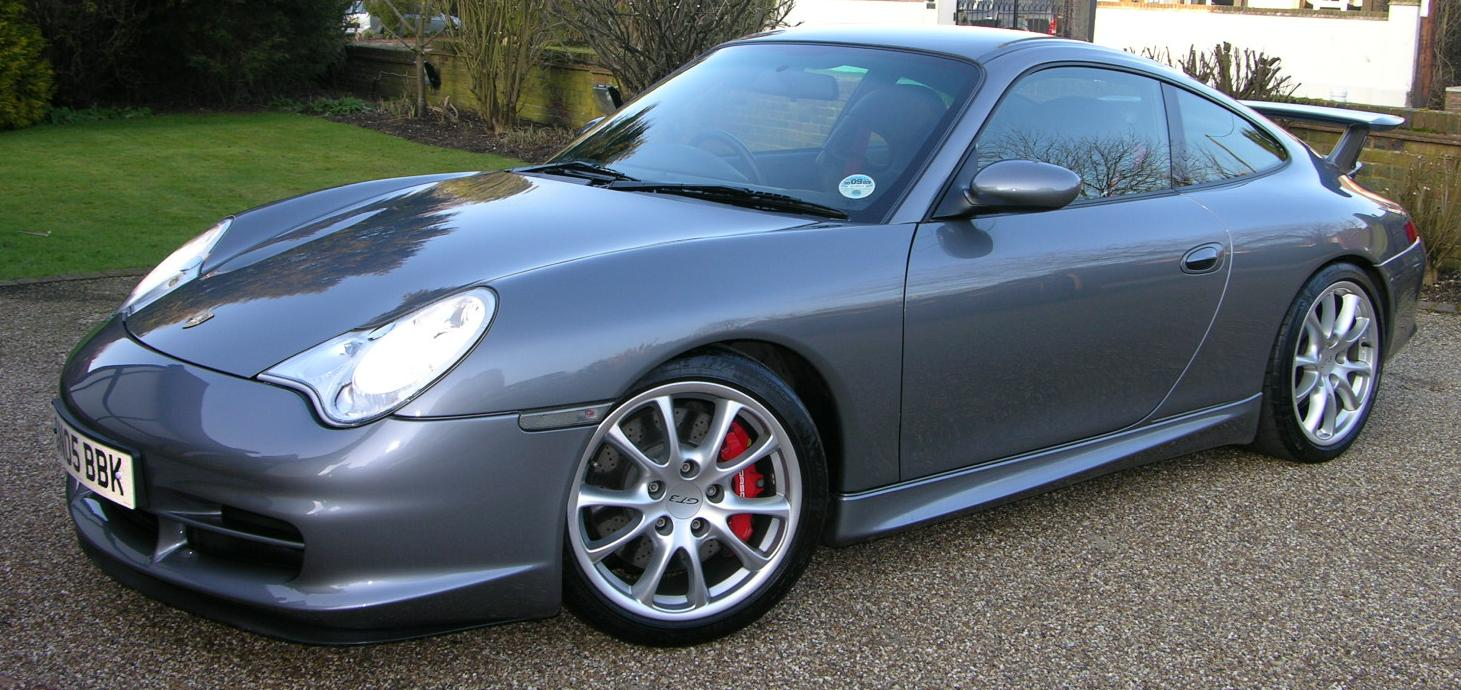
Porsche 911 GT3 (996) Phase 2 de 2003.

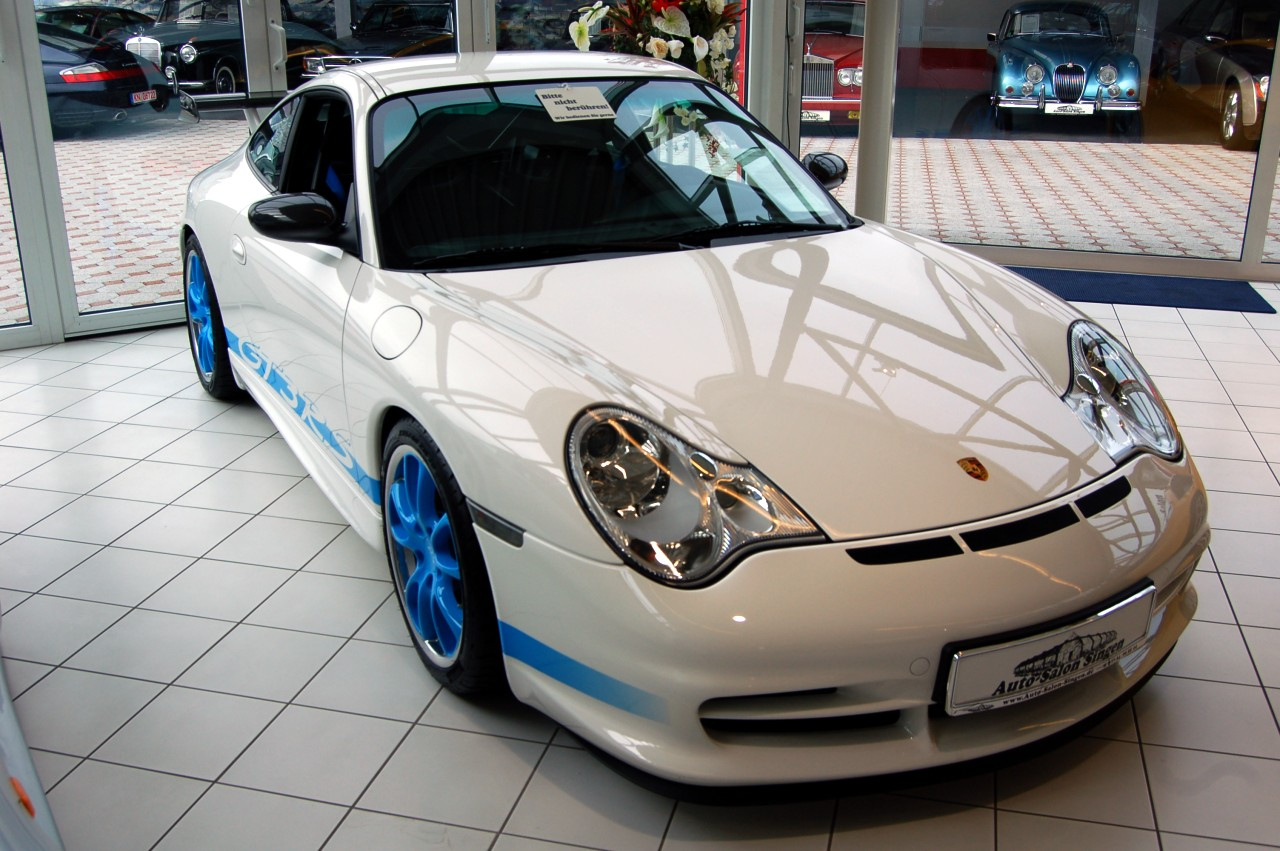
Porsche 911 GT3 RS (996) de 2003.

La première version de la Porsche 911 GT3 a été présentée au salon automobile de Genève en 1999, où un modèle ClubSport Gris Glacier sans fioritures (pas de pack cuir, pas de climatisation) est présenté en parallèle à la 911 GT3 SuperCup. Elle est alors équipée d'un boxer 6 cylindres de 3,6 L de 360 ch DIN.
Un clip vidéo de promotion intitulé 911 GT3 Nürburgring Nordschleife: 7.56,33 min. présente les caractéristiques de la voiture tout en montrant Walter Röhrl boucler un tour en 7:56.33 sur la boucle Nord du Nürburgring. La GT3 sera alors considérée comme la première voiture de série à tomber sous les 8 minutes dans cet exercice.
Elle est présentée dans le numéro 278 (mai 1999) du magazine de la marque, Christophorus.
1 858 exemplaires de la 996 GT3 MKI sont produits, dont 308 avec conduite à droite. Ils sont assemblés au sein du département Motorsport à Weissach.
Carrosserie
La carrosserie de la 996 GT3 MKI était déjà pressentie avant la présentation du modèle, avec l'existence de la 911 Supercup ainsi que de divers modèles présentant les accessoires Porsche Exclusive / Porsche Tequipment (« Kit Aérodynamique »). Par rapport à une 996 Carrera standard, on distingue :
- Un bouclier avant plus enveloppant, avec une lame de protection en plastique (à considérer comme du consommable du fait de la hauteur de caisse)
- Des bas de caisse profilés
- Un capot arrière fixe, sur lequel se monte un aileron biplan « banane » ou « pince de crabe », qui est réglable sur 6 positions.

La caisse en elle-même est une synthèse entre la Carrera et la Carrera 4. La protection anticorrosion sous la caisse n'est pas aussi poussée en raison du caractère  lightweight de ce modèle.
Coloris
Sa couleur de présentation officielle est le Rouge Zanzibar (L1A8 - Orangerot Perl Metallic / Zanzibar Red), présent le plus souvent sur les publicités de l'époque ainsi que sur la couverture des carnets d'entretien. Elle est aussi disponible officiellement dans d'autres couleurs (photos presse) : Gris Glacier (L92U - Arktissilber / Arctic Silver Metallic), Rouge Indien (L84A - Indischrot / Guards Red) et Jaune Vitesse (L12H - Speedgelb - Speed Yellow). La présentation officielle à la presse française s'effectue le plus souvent sur un exemplaire peint en Rouge Indien.
Moteur
C'est le département compétition, Porsche Motorsport, qui pousse la direction de l'usine à développer un vrai moteur à carter sec. Dérivé du moteur de la Porsche GT1, le moteur M96/76 voit finalement le jour et présente les caractéristiques principales suivantes :
- 6 cylindres à plat, cylindrée totale 3 600 cm3
- 4 soupapes par cylindre, distribution DOHC par chaîne, Porsche VarioCam
- Alésage × course : 100 mm × 76,4 mm
- Puissance maximale (kW/ch) : 265/360 à 7 200 tr/min
- Couple maximal : 370 N m à 5 500 tr/min
- Injection séquentielle multipoints Bosch DME / Motronic M 5.5.5.
- Séquence d'allumage : 1-6-2-4-3-5

Transmission
Boîte Getrag G 96/90 dérivée de la boîte de la 993 GT2. 6 rapports mécaniques interchangeables (montage sur cannelures) + marche arrière avec commande de boîte traditionnelle en H. La commande de boîte a souvent été décriée par la presse qui aurait préféré une commande à tringles en lieu et place de la commande à câbles montée sur ce modèle. L'année modèle 2001 apporte des modifications sur les synchros qui sont désormais en acier pour les rapports 3/4/5 (les synchros sont à l'origine en bronze).
Démultiplication des rapports :
- 1re : 3,82
- 2e : 2,15
- 3e : 1,56
- 4e : 1,21
- 5e : 0,97
- 6e : 0,83
- Marche arrière : 2,86

Rapport de pont : 3,44. Nombre de propriétaires ont profité d'un changement d'embrayage pour faire monter un « pont court », qui correspond en fait au rapport de pont du modèle Cup/Supercup.
Différentiel à glissement limité : 40 % / 60 %
Trains roulants
La 996 GT3 MKI est livrée d'origine avec des jantes BBS 3 parties en 8x18 pour l'avant (225/40/18) et 10×18 pour l'arrière (285/30/18), et montées en Pirelli P-Zero Rouge. Ce choix poussera Michelin à mettre à jour son pneu Pilot Sport (qui devient la monte OEM sur la GT3 MK2) et même à développer un pneu spécifique très typé piste : le Pilot Sport Cup.
La hauteur de caisse ainsi que le carrossage sont entièrement réglables, tout comme les barres anti-roulis.
Les freins sont des Brembo avec étriers monoblocs 4 pistons avant et arrière, qui pincent des disques aciers percés ventilés de 330 mm × 34 mm à l'avant et 330 mm × 28 mm à l'arrière. Un système ABS Bosch 5.3 vient en assistance, c'est la seule aide électronique présente sur la voiture.
Sur la 996 GT3 MKII, on note comme principale modification des jantes plus larges (8.5×18 et 11×18) et désormais monobloc, des étriers de freins qui passent à 6 pistons à l'avant, ainsi que des réglages de suspensions revus, encore plus fermes.
La préparation Clubsport M003
Le code option "003" implique les modifications suivantes sur la 911 996 GT3 MKI :
- Préparation de la caisse pour la pose d'un arceau de sécurité.
- Suppression des airbags latéraux (dans les portes).
- Montage d'un système de coupe-circuit intérieur (switch sur le devant de la commande de boîte) et extérieur ("tirette" à la jonction du capot avant et du pare-brise, sur le côté gauche de la voiture).
- Montage d'un arceau cage boulonné sur 6 points (fournisseur : Matter GmbH, puis IVM Automotive).
- Montage d'un extincteur à poudre en avant du siège passager (fournisseur : A.Werner GmbH).
- Les sièges baquets sont désormais recouverts de tissu ignifugé (fournisseur : Recaro Automotive GmbH).
- Harnais de sécurité 6 points Schroth Profi II-6 (fournisseur : Schroth Safety Products GmbH)
- Montage d'un volant moteur allégé (équilibrage mono-masse).

Sur la 996 GT3 MKII, les modifications M003 sont moins poussées : les airbags latéraux sont toujours présents, le volant moteur mono-masse disparaît et les coupe-circuit ne sont plus entièrement montés d'origine (les coupe-batterie central et intérieur étaient livrés séparément de la voiture). Il faut attendre la 996 GT3 RS pour retrouver un niveau de préparation identique à la MKI.
Indépendamment de la préparation Clubsport, l'autoradio ainsi que le système de climatisation pouvaient être retirés de la liste des options à la commande.
Tarifs
En mars 1999, les tarifs de base pour les versions Confort et ClubSport sont identiques et s'établissent à 179 500,00 DM (TVA 16 % comprise). La liste des options est assez réduite :
| Type                      | Détails                                                                           | Code Option | Prix TTC    |
| ------------------------- | --------------------------------------------------------------------------------- | ----------- | ----------- |
| Peinture métallisée       | orangerotperlcolor, arktissilbermetallic, irisblaumetallic, dschungelgrünmetallic |             | 1 523,00 DM |
| Peinture spéciale         |                                                                                   |             | 4 267,00 DM |
| Peinture sur échantillon  |                                                                                   |             | 6 123,00 DM |
| Pare-brise teinté dégradé |                                                                                   | 567         | 187,00 DM   |
| Suppression sigle GT3     |                                                                                   | 498         | 0,00 DM     |

| Type                      | Détails                                 | Code option | Prix TTC    |
| ------------------------- | --------------------------------------- | ----------- | ----------- |
| Pack cuir                 |                                         | 981         | 3 250,00 DM |
| Pack cuir/carbone         | GT3 Confort                             | E91         | 8 950,00 DM |
| Pack cuir/carbone         | GT3 avec sièges sport option P77        | E92         | 7 700,00 DM |
| Pack cuir/carbone         | GT3 ClubSport                           | E93         | 8 950,00 DM |
| Sièges sport électriques  | incompatible GT3 ClubSport              | P77         | 0,00 DM     |
| Climatisation automatique | Avec filtre à charbon et batterie 46 Ah | 573         | 0,00 DM     |
| Console centrale          | incompatible GT3 ClubSport              | 581         | 504,00 DM   |
| Ordinateur de bord        |                                         | 659         | 504,00 DM   |

| Type                         | Détails                                               | Code option | Prix TTC  |
| ---------------------------- | ----------------------------------------------------- | ----------- | --------- |
| Radio cassette Porsche CR 22 |                                                       | 321         | 0,00 DM   |
| Radio CD Porsche CDR 22      |                                                       | 695         | 192,00 DM |
| Range cassette               | en complément option 581 - incompatible GT3 ClubSport | 421         | 0,00 DM   |
| Range CD                     | en complément option 581 - incompatible GT3 ClubSport | 424         | 0,00 DM   |

### 996.2 GT3 (2003-2005)
En 2003, la 996 GT3 revient dans une version « Phase II », qui comporte les modifications suivantes :
- La caisse reprend les optiques des 996 Carrera 4S, Turbo et GT2.
- Le kit aérodynamique voit son style modifié.
- La puissance moteur passe de 360 à 381 ch.
- La commande des gaz n'est plus en prise directe à câble, mais de type « eGas ».
- Comme les MKI produites en 2001, la boîte reprend des synchros renforcées en acier sur les rapports 3/4/5.
- Les suspensions sont revues avec des tarages encore plus fermes.
- Les freins à pinces 6 pistons à l'avant sont adoptés, l'option freins céramique devient disponible en 2004 (PCCB, option M450).
- Les jantes monobloc augmentent en largeur avec du 235/40/18 à l'avant et du 295/30/18 à l'arrière.
- L'habitacle comporte désormais une boîte à gants.

Elle est dorénavant produite sur la chaîne de production principale à Zuffenhausen. Sa diffusion est plus large et la voiture est désormais homologuée pour le marché nord-américain mais y est vendue sans les baquets ni l'option M003.

### 996.2 GT3 RS (2003-2004)
En 2003, Porsche présente la Porsche 911 GT3 RS, une version encore plus axée sur la piste de la 996 GT3. RS est l'abréviation de l'allemand RennSport.
Pour faire face à la concurrence en championnats internationaux, Porsche décide de renouveler son homologation en apportant de nouvelles pièces (principalement sur les suspensions). Pour ce faire, l'usine annonce la sortie d'une série spéciale de 200 exemplaires de GT3 RS, mais 681 seront finalement produits. L'appellation GT3 ayant déjà remplacé le badge RS qui existait depuis 30 ans dans la gamme des 911, il faut la considérer comme une « Double RS », ou bien une « Super ClubSport ». Elle présente les caractéristiques suivantes :
- Toujours peinte en Blanc Carrara avec des stickers latéraux « GT3 RS » qui rappellent les premières Carrera RS 73. Les jantes sont peintes dans la teinte des autocollants et leurs rebords restent polis : soit Rouge Indien (environ 2/3 des modèles codés M004/597), ou bien en Bleu Riviera (le tiers restant, code M004/598).
- Le moteur possède les mêmes spécifications, néanmoins le carter de vilebrequin ainsi que les culasses sont revus.
- Le capot avant est désormais réalisé en carbone.
- Le capot arrière est monté avec un aileron carbone.
- Le bouclier avant est doté d'une prise d'air identique à celle des boucliers Cup à partir de l'année 2001.
- Les écussons « Porsche » sur le capot et « GT3 RS » sur la malle arrière sont aussi des stickers (il n'est pas noir, mais lui aussi rouge ou bleu).
- La boîte à gants disparaît à nouveau sur les exemplaires à conduite à gauche.
- Un montage type « Clubsport » est toujours présent, les airbags latéraux disparaissent de nouveau.
- L'arceau cage est légèrement différent. Désormais produit par IVM Automotive, il y a deux barres en X derrière les sièges (ce qui empêche de reculer à fond le siège conducteur), ainsi que des œillets de fixation sur les piliers centraux. Il existe une partie avant renforcée que l'on voit très rarement et qui permet de monter des barres latérales à ces œillets. Cette mise à jour correspond aux nouvelles normes de sécurité FIA pour l'année 2004.
- Inauguration de l'option M450 « freins PCCB », avec des étriers qui deviennent jaunes.
- De nombreuses pièces « invisibles » sont en réalité différentes de celles de la GT3 standard pour répondre à l'homologation, sur les trains roulants principalement.

L'option PCCB sera l'objet de nombreuses controverses avec le SAV Porsche (elle est vendue comme une option spécifique aux clients qui font du circuit, mais en réalité les disques n'y résistent pas, et Porsche refuse la prise en garantie car la voiture a fait du circuit[réf. nécessaire]). La plupart des propriétaires remontent des disques acier dès le premier changement.

### Compétition
En plus des championnats de la marque, Porsche Carrera Cup et Porsche Supercup, ses débuts en compétition internationale se font aux 24 Heures du Mans 1999. L'usine fait courir deux voitures préparées pour la course et engagées par les garages Manthey Racing et Champion Racing. Elles se classent 1 et 2 dans leur catégorie GT, devant les Dodge Viper et loin devant les Porsche 993 GT2-R qui pourtant s'alignaient toutes les deux dans la catégorie GTS. C'est le début d'une très longue série de victoires pour les 996 GT3.

## 997 GT3 (février 2006-2012)

### 997.1 GT3
Équipée de jantes 19" à dix branches, d'un aileron fixe, d'un différentiel arrière à glissement limité et un contrôle de traction, la GT3 peut, grâce à son 3,6 litres dont la puissance culmine à 415 ch, atteindre les 310 km/h en pointe et parcourir le 0 à 100 km/h en 4,3 secondes. Sur route, le mode « sport » est débrayable.
Elle est équipée d'un moteur atmosphérique de très haute performance, contrairement à la Carrera. Il s'agit d'une sportive dite « light » . N'ayant pas une puissance de pointe élevée, elle réalise ses performances grâce à la diminution de son poids et à l'utilisation de composants spécifiques (boîte, châssis…). Le moteur est réglé pour donner son maximum dans les hauts régimes et n'est pas suralimenté. La philosophie de la GT3 s'oppose à celle de la GT2, qui est une supercar développant une puissance plus importante mais dont le moteur est largement suralimenté pour évoluer dans des régimes moyens. La Porsche 911 GT3 est, à ce jour, un des modèles les plus puissants de la marque allemande selon le magazine britannique Car Magazine.
Le moteur atmosphérique de cette 911 délivre une sonorité inhabituelle[réf. souhaitée], fondamentalement différente de celle connue sur les Flat 6 des Carrera. Cette sonorité change radicalement à partir de 4 000 tr/min, lorsque les échappements s'ouvrent et s'intensifient jusqu'à 8 500 tr/min.

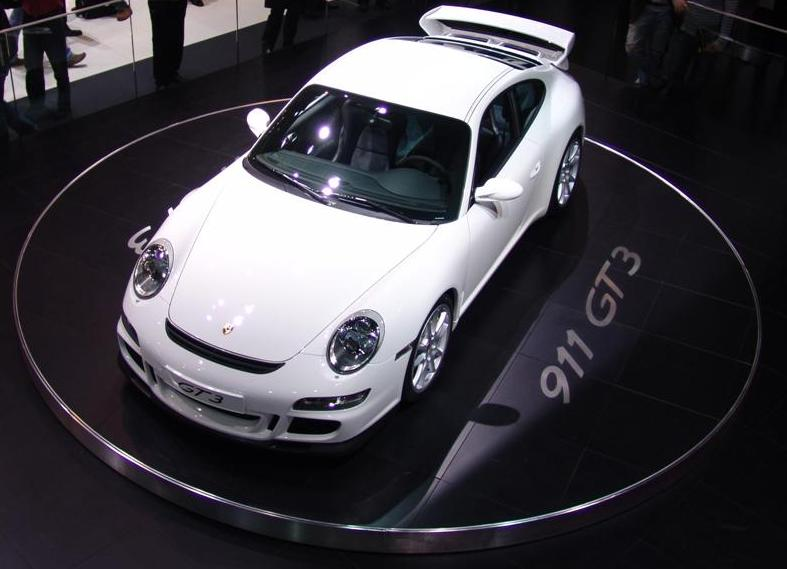
La 911 GT3 (997) lors de sa présentation à Genève en 2006.
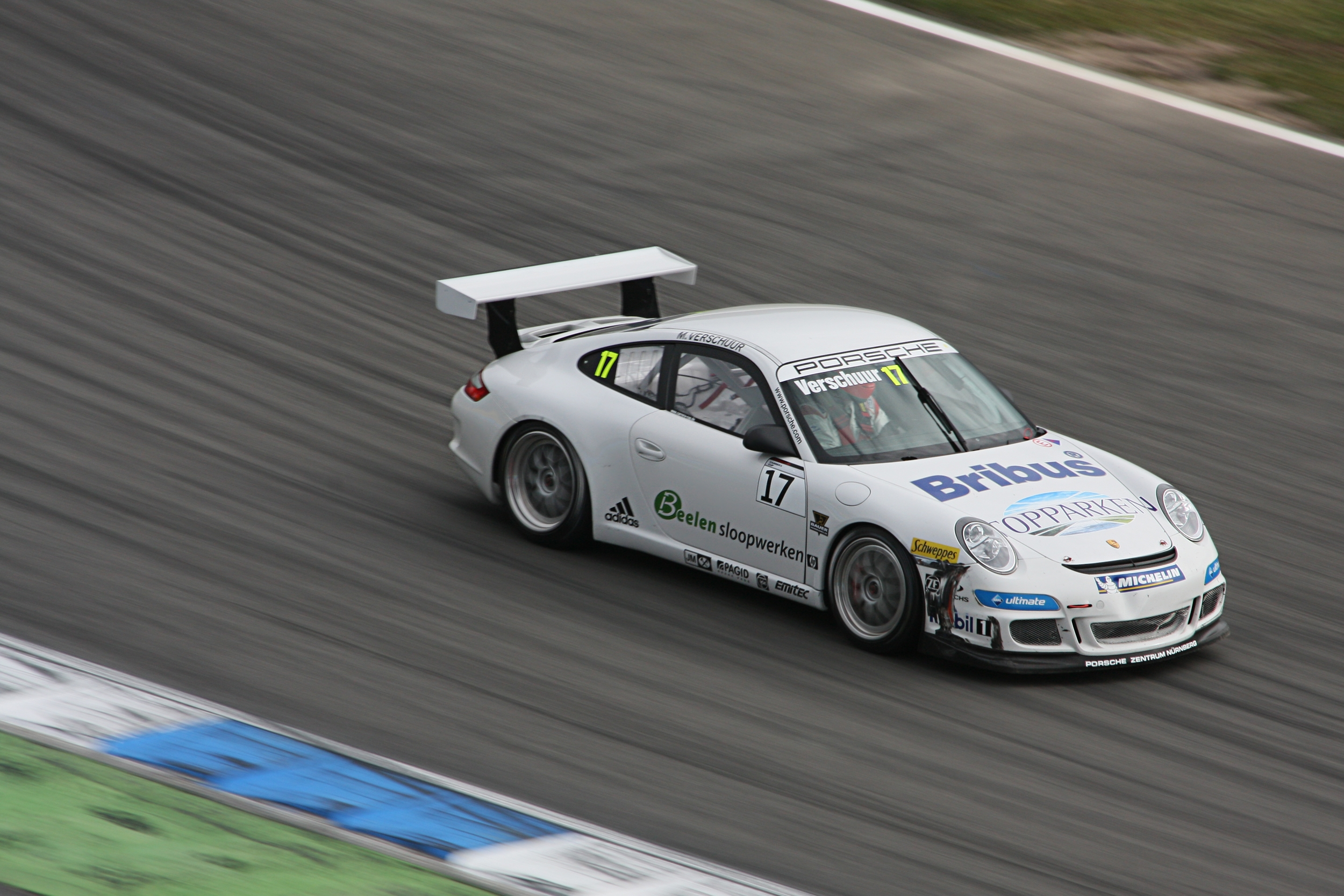
Porsche 911 GT3 Cup pilotée par Mike Verschuur sur le circuit d'Hockenheim en 2008.

### 997.1 GT3 RS
Cette version RS de la GT3 fait référence au modèle plus sportif de la 911 apparue précédemment. Elle a les mêmes caractéristiques que la GT3 (997) « normale », mais celle-ci est conçue pour le circuit avec une hauteur de châssis, un carrossage des roues, une voie et des barres stabilisatrices sur les essieux avant et arrière réglables individuellement. La lunette arrière est en polycarbonate et l'aileron en carbone. Elle perd 20 kg et l'empattement est allongé de 5 mm, ce qui permet à la version RS d'abattre le 0 à 100 km/h en 4,2 secondes.
Elle dispose de sièges baquets en carbone avec un harnais six points (en option), d'arceaux de sécurité, d'un coupe-circuit électrique, d'un extincteur, d'un revêtement en alcantara sur le volant, le levier de vitesse et le frein à main.

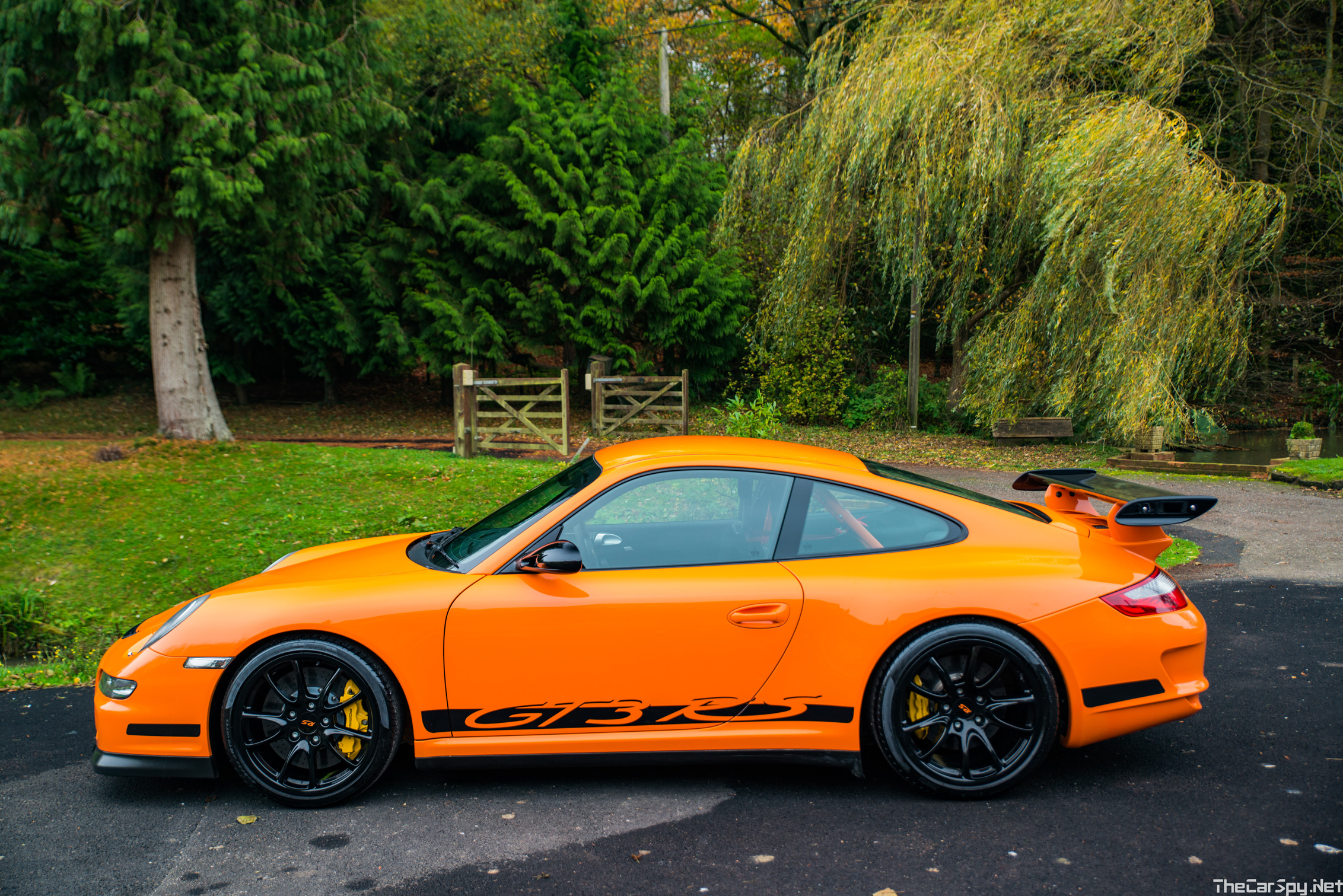
La 911 (997) GT3 RS 3.6 de profil.
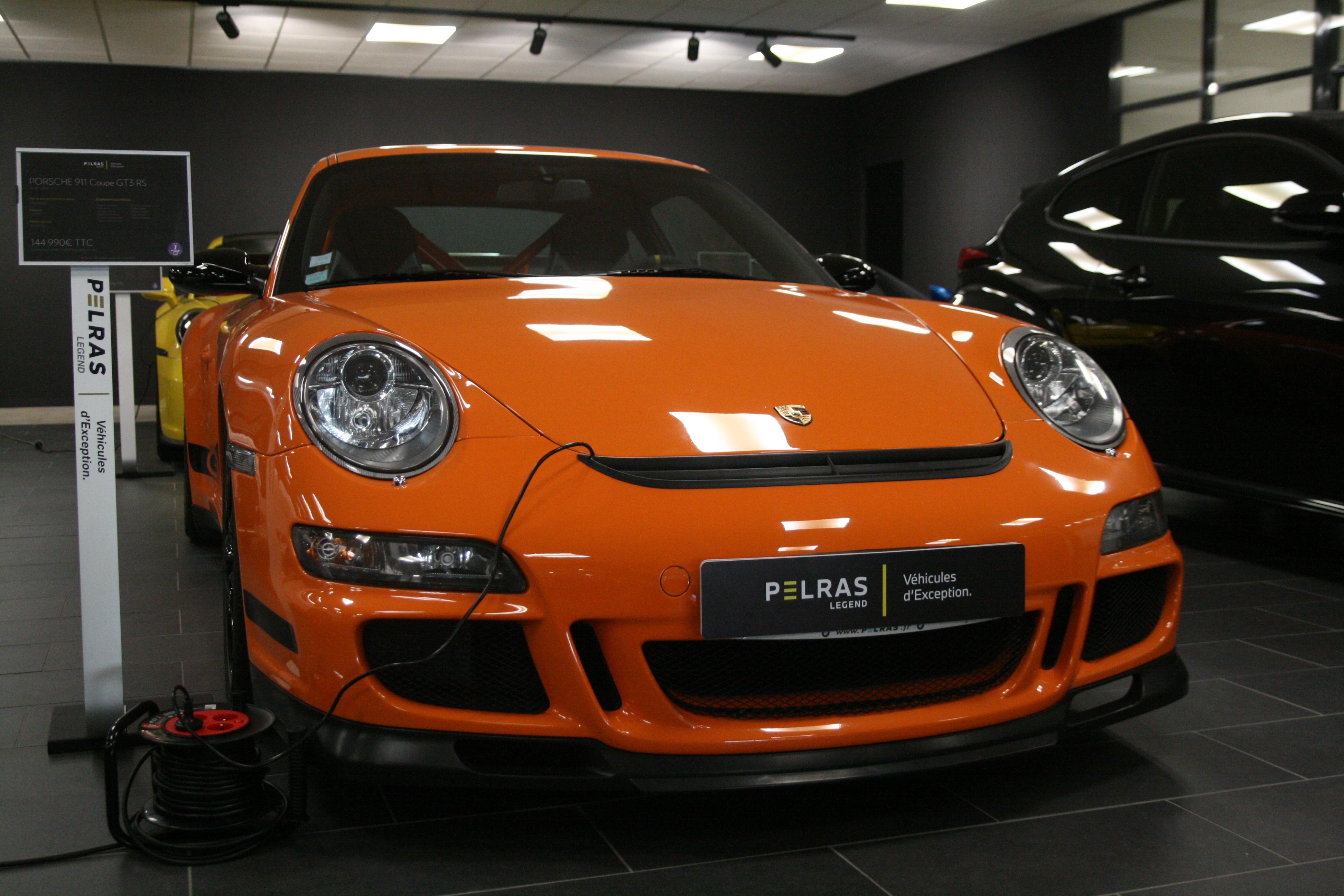
La 911 (997) GT3 RS 3.6 en charge à Pelras Legend Toulouse.
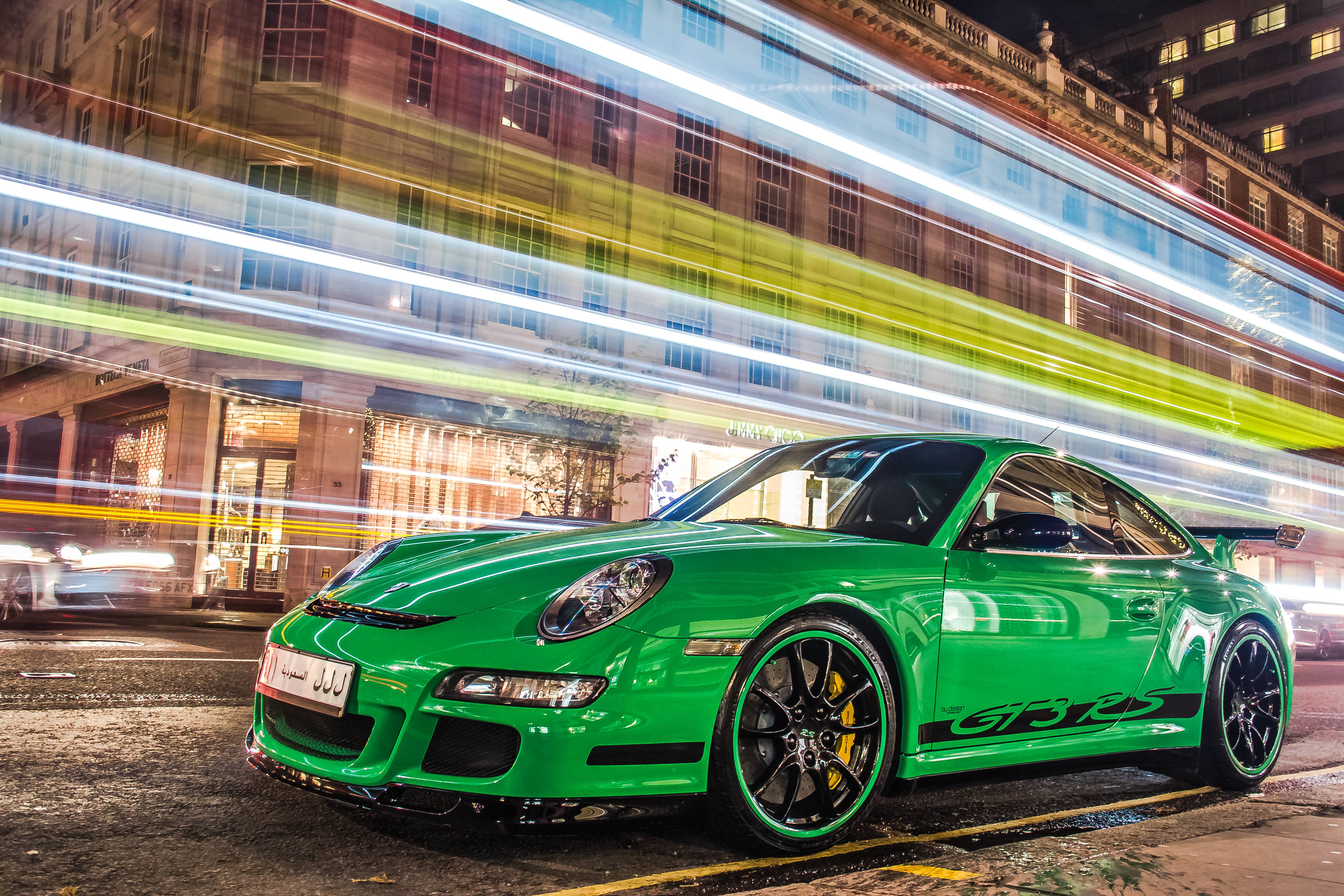
Porsche 997 GT3 RS (2006).

### 997.2 GT3
En 2009, Porsche a lancé la 997 GT3 de 2e génération (communément appelée 997.2 GT3), équipée d'un moteur 3,8 litres plus puissant développant 435 ch. Elle proposait également plusieurs nouvelles options, notamment des supports moteur dynamiques et un essieu avant à relevage pneumatique pour compenser la faible garde au sol. Le becquet arrière a également été modifié, tout comme d'autres éléments de la carrosserie. Les livraisons en Europe ont commencé en novembre de la même année. Au total, 654 unités ont été vendues aux États-Unis et 58 au Canada.

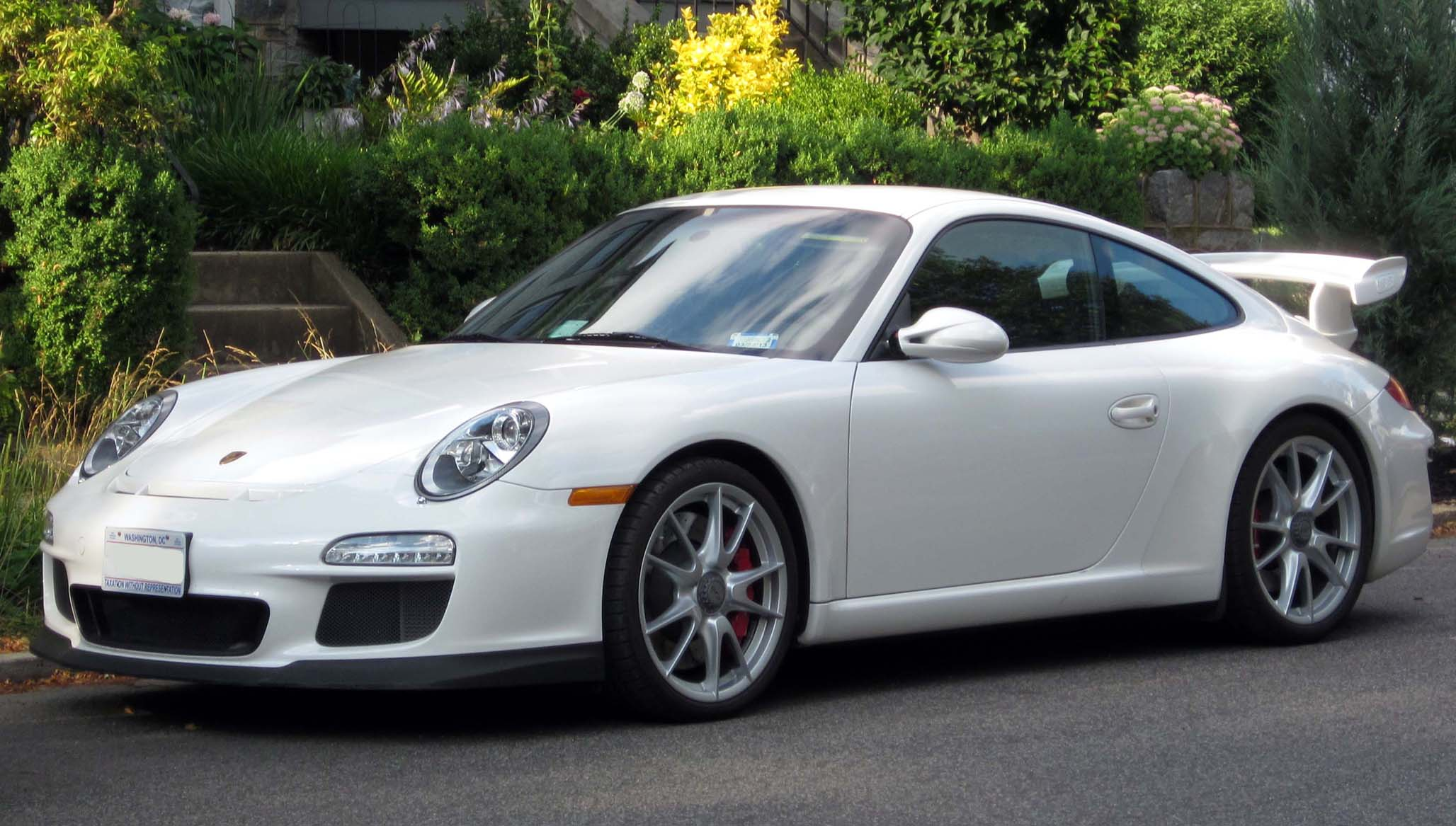
Porsche 997.2 GT3 avant
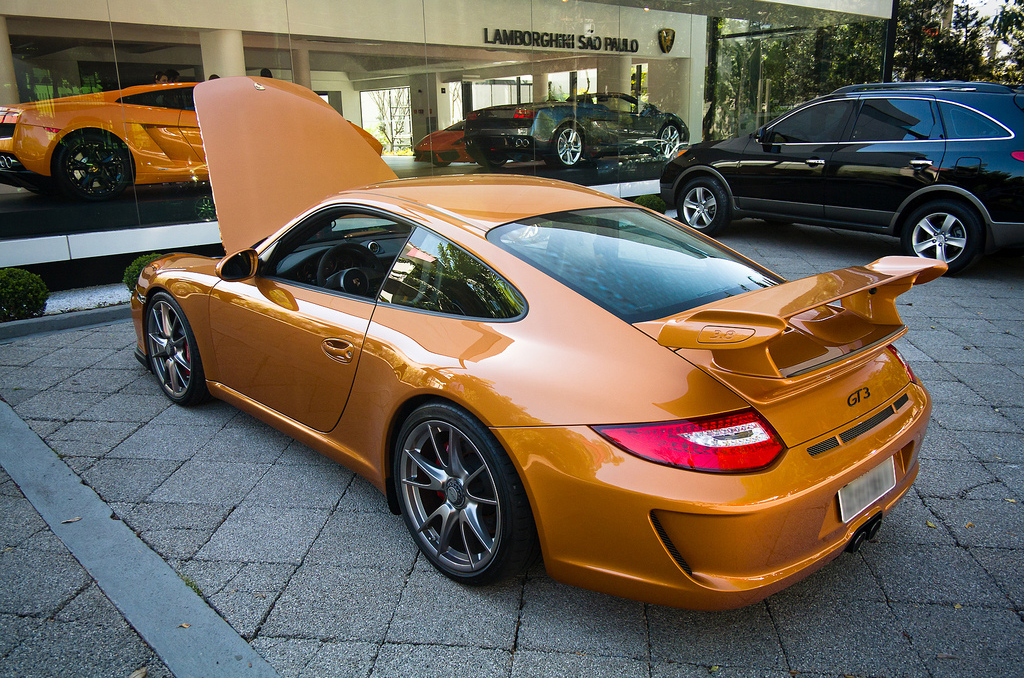
Porsche 997.2 GT3 arrière
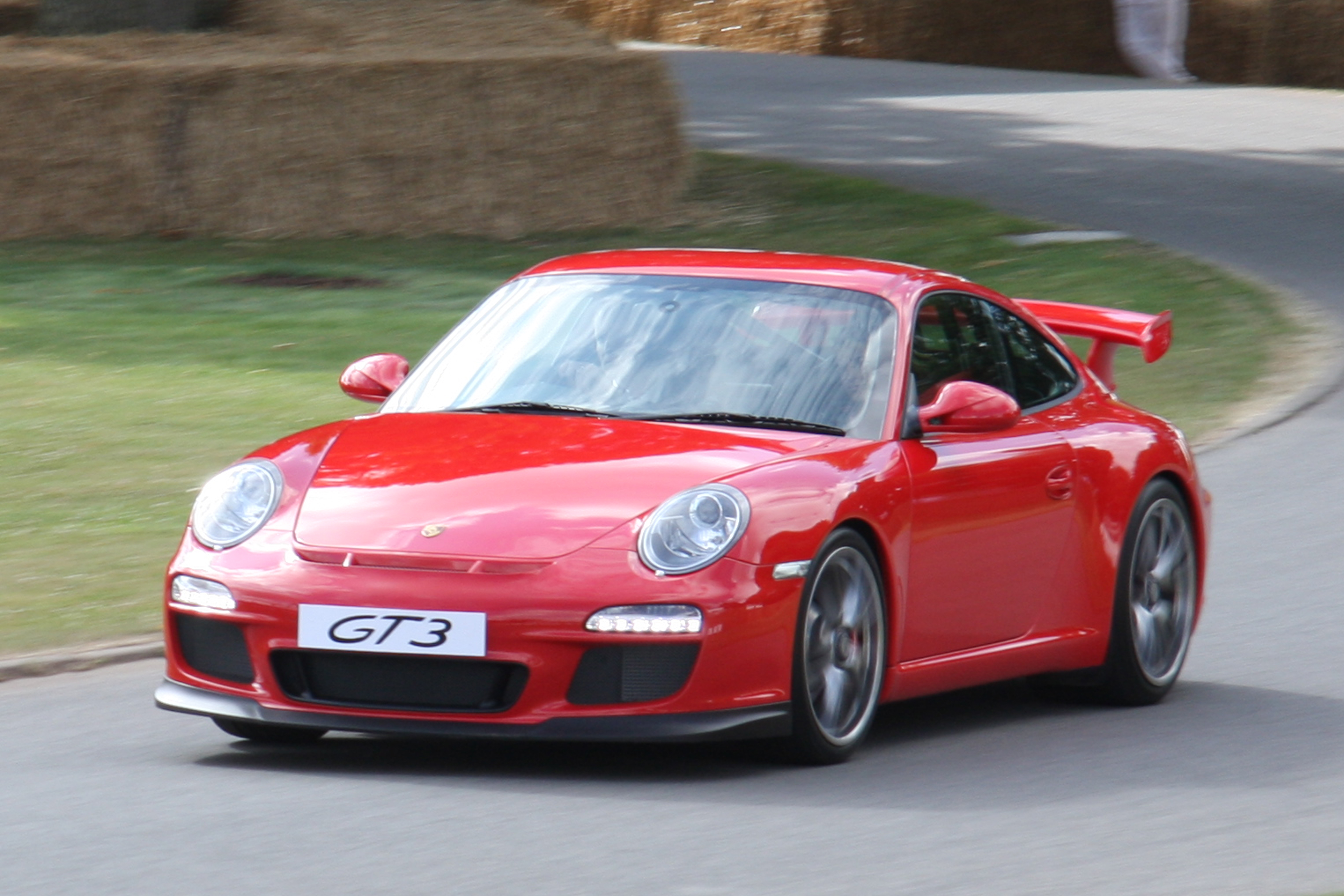
Porsche 911 GT3 (997) année modèle 2010.

### 997.2 GT3 RS
Pour 2010, la 911 GT3 RS de deuxième génération (connue sous le nom de 997.2 GT3 RS) a reçu 15 ch supplémentaires grâce à un nouveau moteur 6 cylindres à plat de 3,8 litres, portant la puissance totale à 444 ch. Sa transmission a reçu une démultiplication finale plus courte de 9:35 et un sixième rapport plus long de 0,88, contre respectivement 9:31 et 0,92 pour les autres variantes de la 997 GT3.

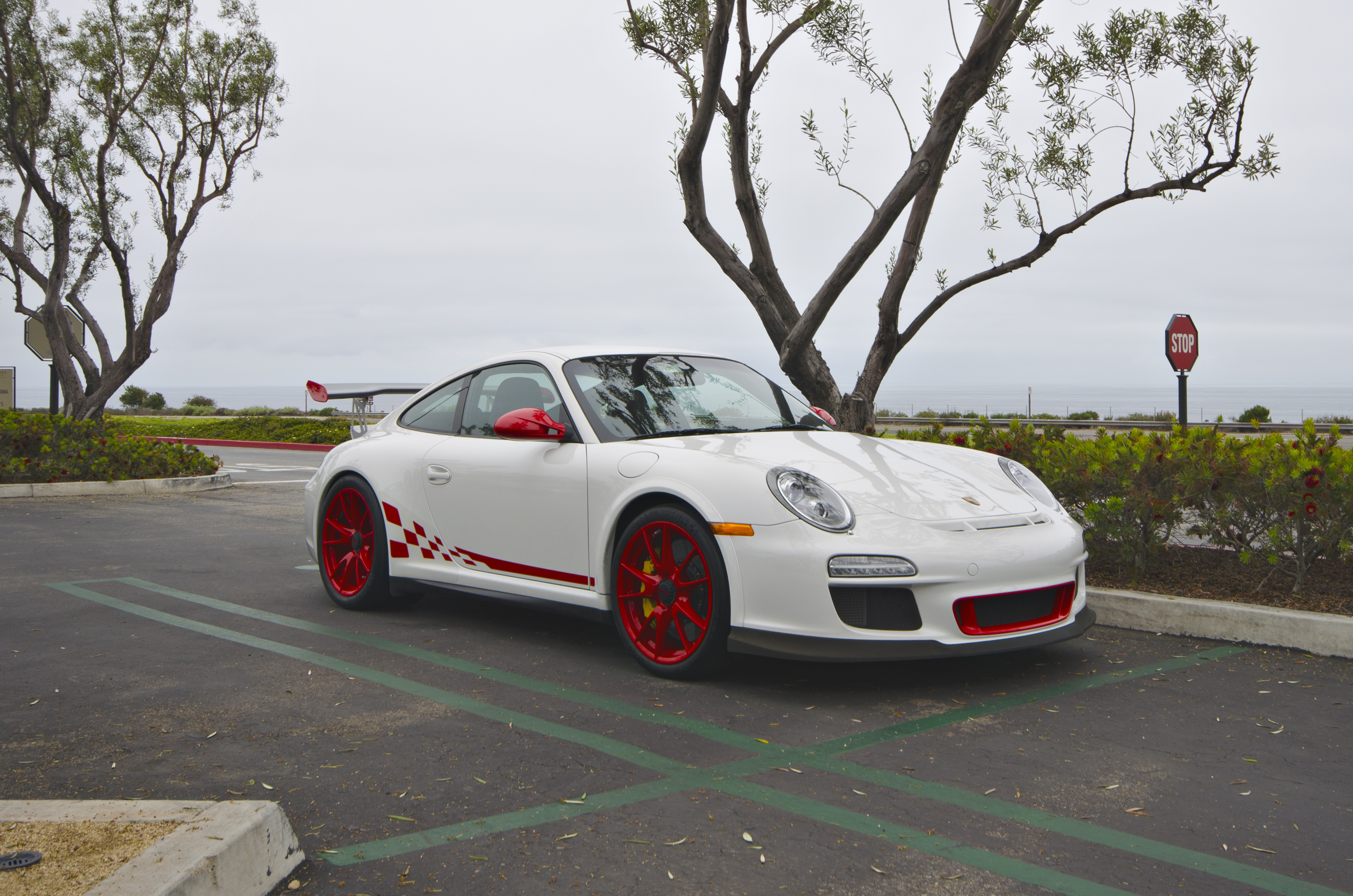
Porsche 997.2 GT3 RS avant
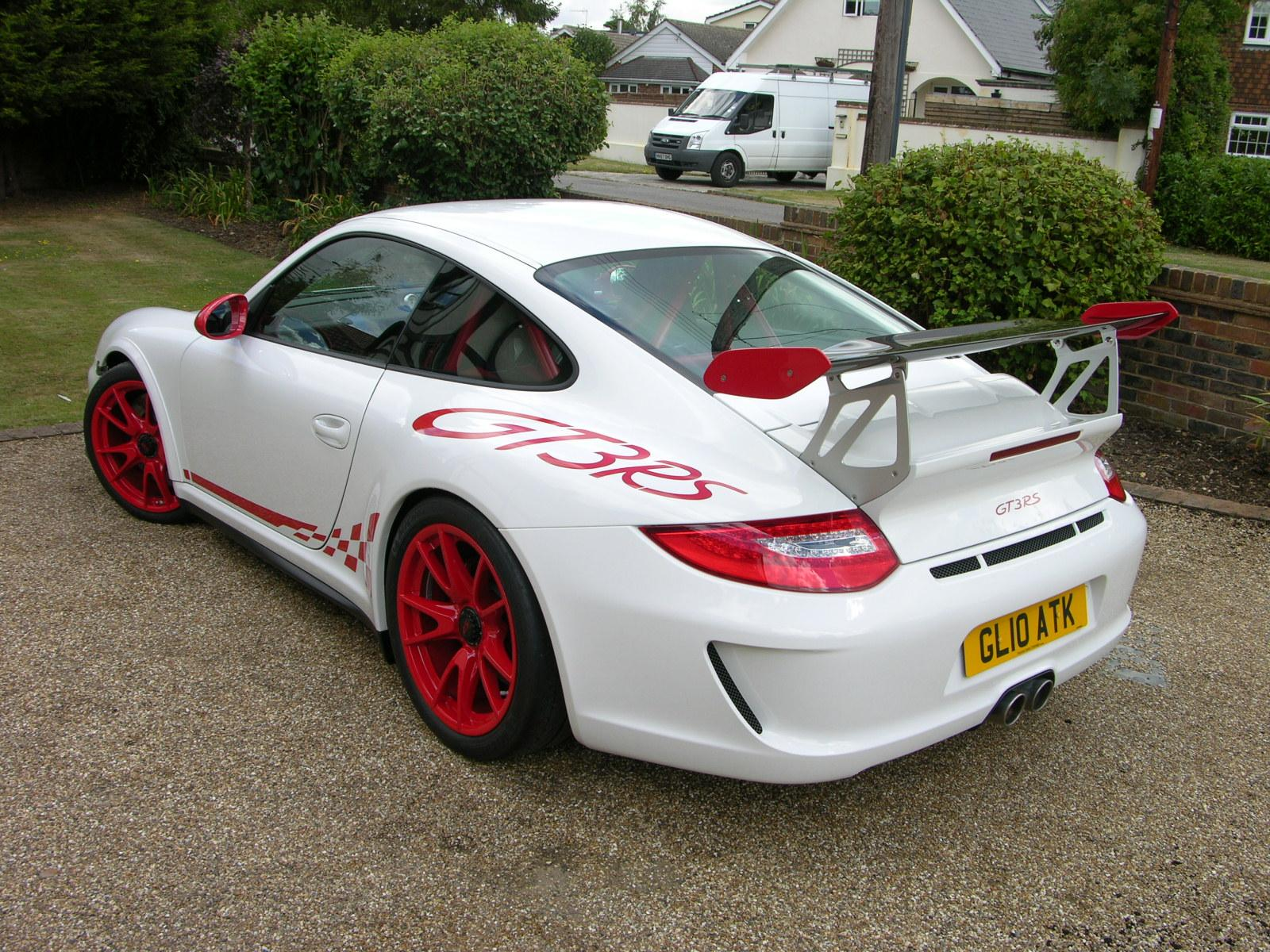
Porsche 997.2 GT3 RS arrière de 2010
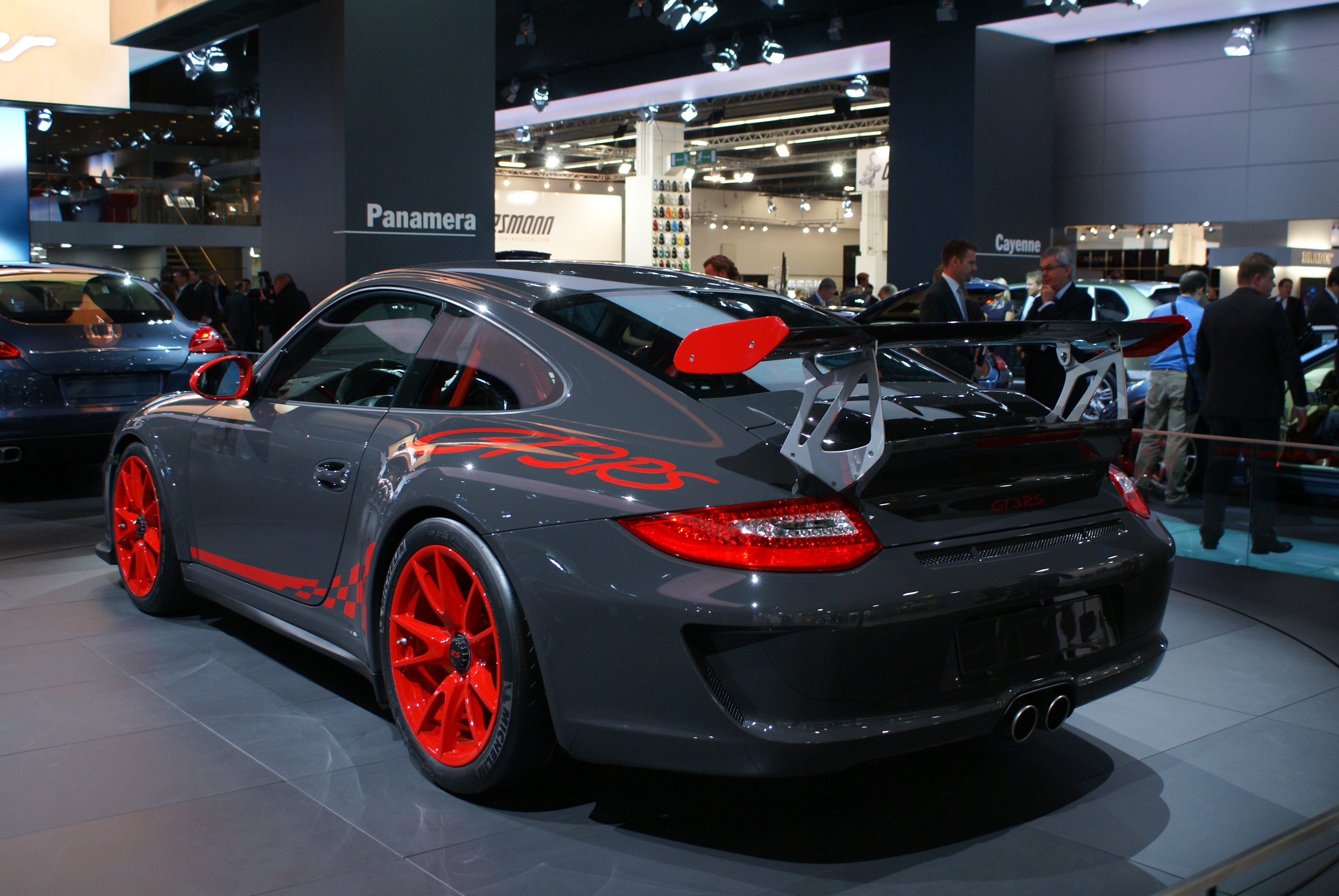
Porsche 911 GT3 RS (type 997) Phase 2.

### 997.2 GT3 RS 4.0

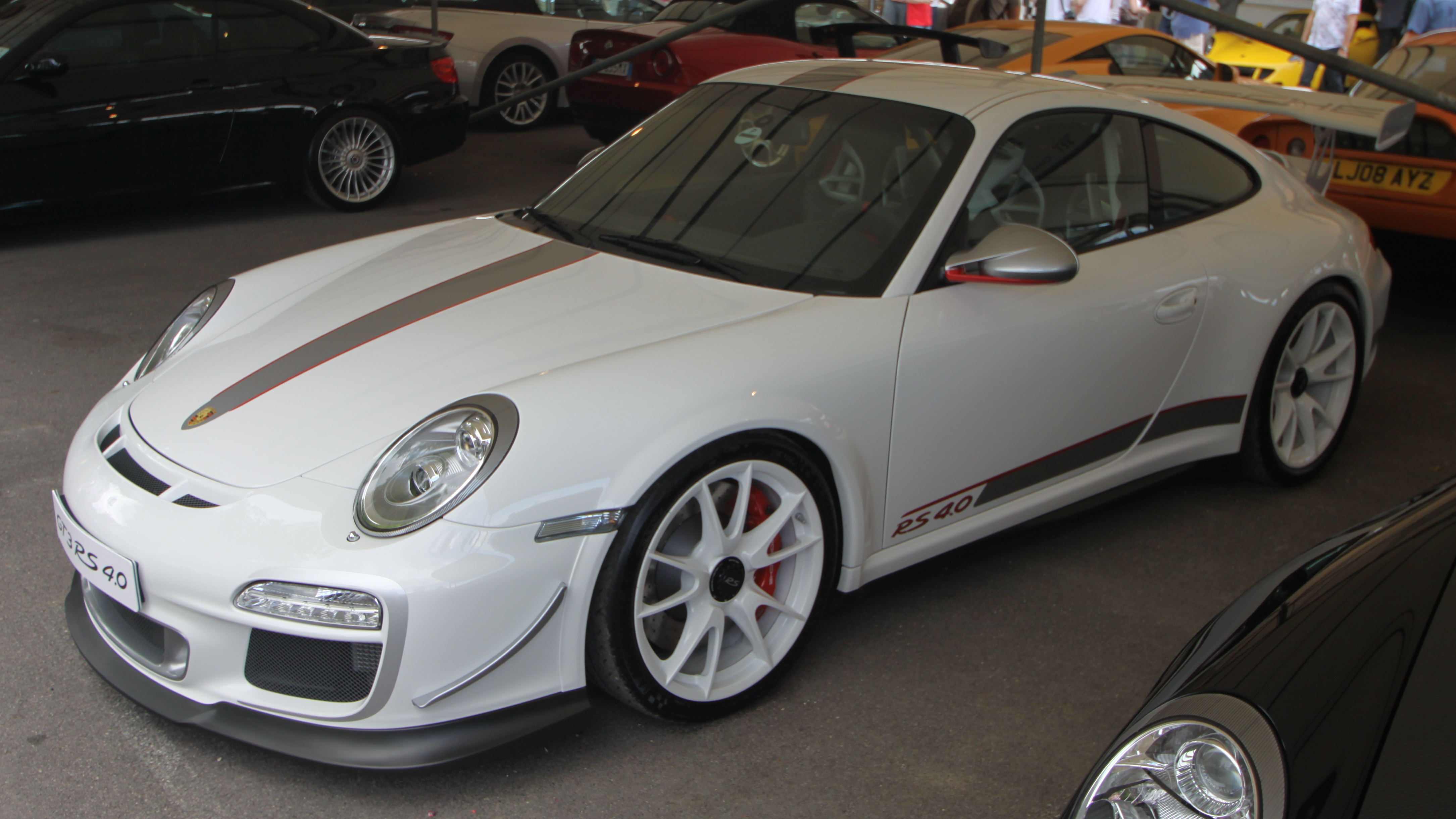
La 911 (997) GT3 RS 4.0.

La 911 GT3 RS 4.0 a été présentée en avril 2011. Elle est de type 997, génération II. Le moteur Mezger présent sur les précédentes générations a été à nouveau amélioré pour équiper cette version de la 911 GT3, d'une cylindrée passant de 3,6 L à 4,0 L, développant désormais 500 ch ; c'est la plus grosse cylindrée produite par Porsche pour une 911 homologuée sur route. Elle présente également quelques évolutions aérodynamiques telles que des déflecteurs latéraux à l'avant.
Le 0 à 100 km/h ne demande à la voiture que 3,9 s. La vitesse maxi est de 310 km/h et le tour de la boucle nord du Nürburgring est effectué en 7 min 27 s.
Cette édition est disponible en France à partir de juillet 2011, limitée à 600 exemplaires.

### 997 GT3 R Hybrid

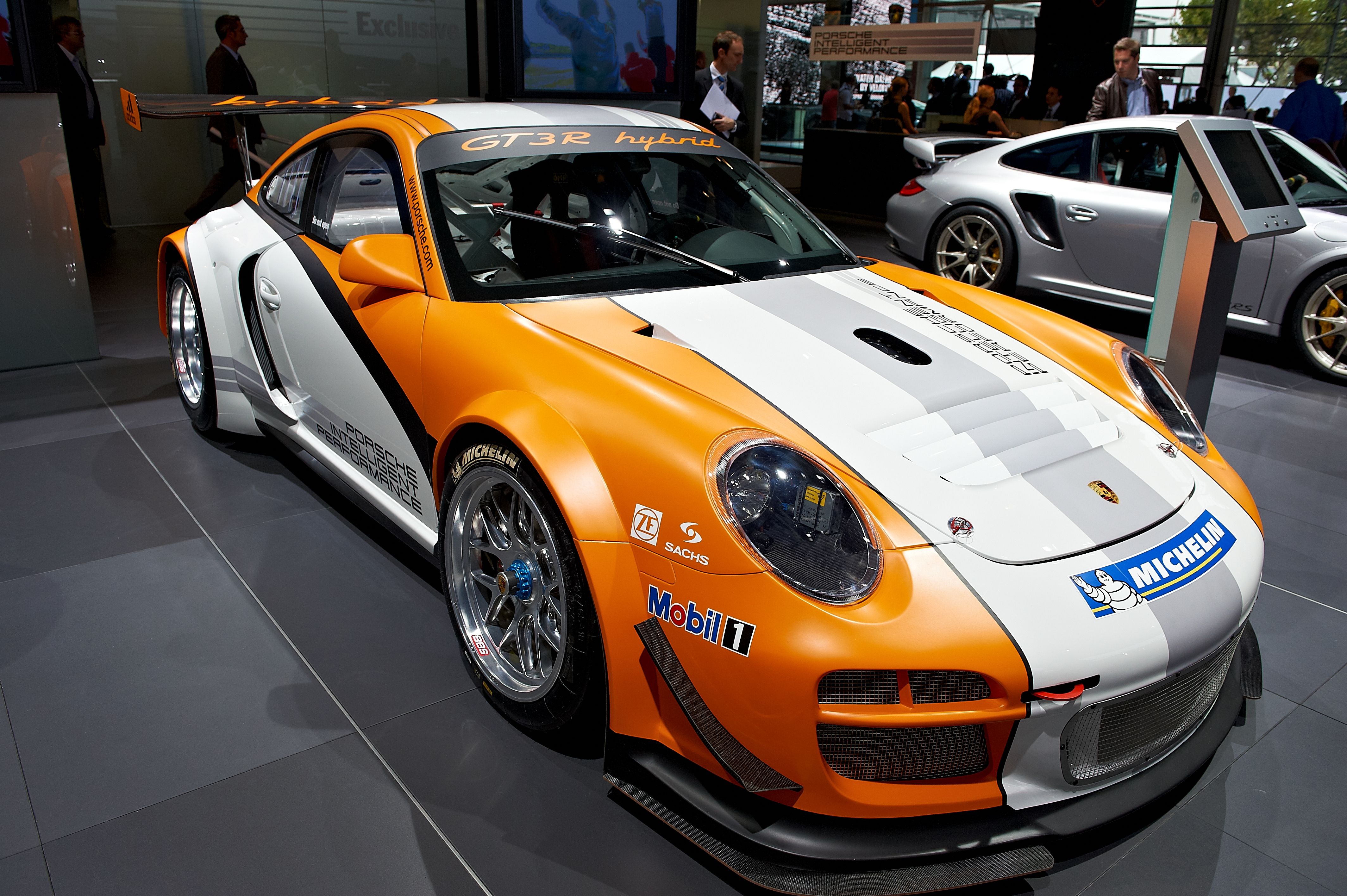
Porsche 911 GT3 R Hybrid.

Un modèle de compétition hybride est présenté au salon automobile de Genève 2010. Il embarque, en plus de son moteur à explosion, un système SREC composé de deux moteurs électriques de 60 kW chacun, alimentés par un volant d'inertie capable de tourner à 40 000 tr/min pendant les phases de freinage. Le système pourrait fournir jusqu'à 164 ch supplémentaires pendant des périodes de 6 à 8 secondes. La technologie a été développée par le britannique Williams Hybrid Power, filiale de l'écurie de Formule 1 Williams F1. La voiture sera engagée pour disputer les 24 heures du Nürburgring 2010.
Le 28 mai 2011, lors de la quatrième course de la saison du championnat VLN, la victoire est revenue à la Porsche 911 GT3 R Hybrid conduite par Richard Lietz, Marco Holzer et Patrick Long. Il s'agit de la première victoire d'une voiture hybride dans une compétition automobile d'importance.

## 991 GT3 (2013-2020)

### 991.1 GT3
La 911 GT3 de type 991 a été présentée au salon de Genève 2013. La principale nouveauté est l'adoption de roues arrière directrices, afin de gagner en agilité et en stabilité. Cette GT3 est dotée d'un nouveau moteur six-cylindres à plat d'une cylindrée de 3,8 L accouplé à une boîte de vitesses PDK à 7 rapports, pour une puissance de 475 ch à 8 250 tr/min, ce qui représente un gain de 40 ch par rapport à la précédente génération. Elle réalise le 0 à 100 km/h en seulement 3,5 secondes et a une vitesse maximale de 315 km/h, son couple est de 440 N m et son rapport poids/puissance est de 3,01 kg/ch. Elle est lancée en 2013.
Le moteur est un flat-six à refroidissement liquide, d'une cylindrée de 3,8 L développant 475 ch (320 kW) à 7 500 tr/min. Capable d'atteindre un régime maxi de 9 000 tr/min, celui-ci est une évolution du bloc de la 991 Carrera S, contrairement aux anciennes génération de GT3 qui elles avaient disposé du bloc Mezger issue de la GT1 du Mans. Ce bloc pèse ainsi 25 kg de moins que le précédent, grâce notamment à des pistons en aluminium, des commandes de soupapes par leviers oscillants ou bien des bielles en titane.
Moteur
- Nombre de cylindres : 6
- Cylindrée : 3 797 cm3 (3 996 cm3 pour la version 4,0 L)
- Conception du moteur : moteur arrière
- Puissance : 475 ch (320 kW) au régime de 7 600 tr/min (500 ch à 8 250 tr/min pour la version 4,0 L)
- Couple maximum : 430 N m au régime de 6 250 tr/min (460 N m à 5 750 tr/min pour la version 4,0 L)
- Taux de compression : 12,0 : 1 (12,6 : 1 pour la version 4,0 L)
- Cycle de charge : système d'admission variable à double clapet de résonance

Performances
- Vitesse maximale : 315 km/h (310 km/h pour la version 4,0 L)
- Accélération de 0 à 100 km/h :  4,1 s (3,9 s pour la version 4,0 L)
- Reprise (80-120 km/h) sur l'avant-dernier rapport : 5,9 s (5e rapport) (4,8 s pour la version 4,0 L, 5e rapport)

Transmission
- Conception de la transmission : propulsion
- Boîte de vitesses manuelle : boîte de vitesses pdk à 7 rapports

Dimensions
- Longueur : 4 465 mm
- Largeur : 1 808 mm
- Hauteur : 1 280 mm
- Empattement : 2 355 mm
- Coefficient de pénétration (Cx) : 0,32
- Poids à vide (DIN) : 1 395 kg
- Poids à vide (CE) : 1 470 kg
- Poids total autorisé : 1 680 kg
- Volume du réservoir : 67 litres, de série

Consommation annoncée
- Cycle urbain (100 L/km) : 19,2 L/100km
- Cycle extra urbain (100 L/km) :  9 L/100km
- Cycle mixte (100 L/km) :  12,6 L/100km
- Émission CO2 (g/km) : 298 g (cycle mixte)

### 991.1 GT3 RS
En mars 2015 est présentée à Genève sa variante GT3 RS, inspirée de la RS 4.0 de la précédente génération. Dotée d'un moteur de 4,0 L tout comme elle, elle dispose de la même puissance (500 ch) à 8 800 tr/min et perd 10 kg par rapport à la GT3 « classique ».

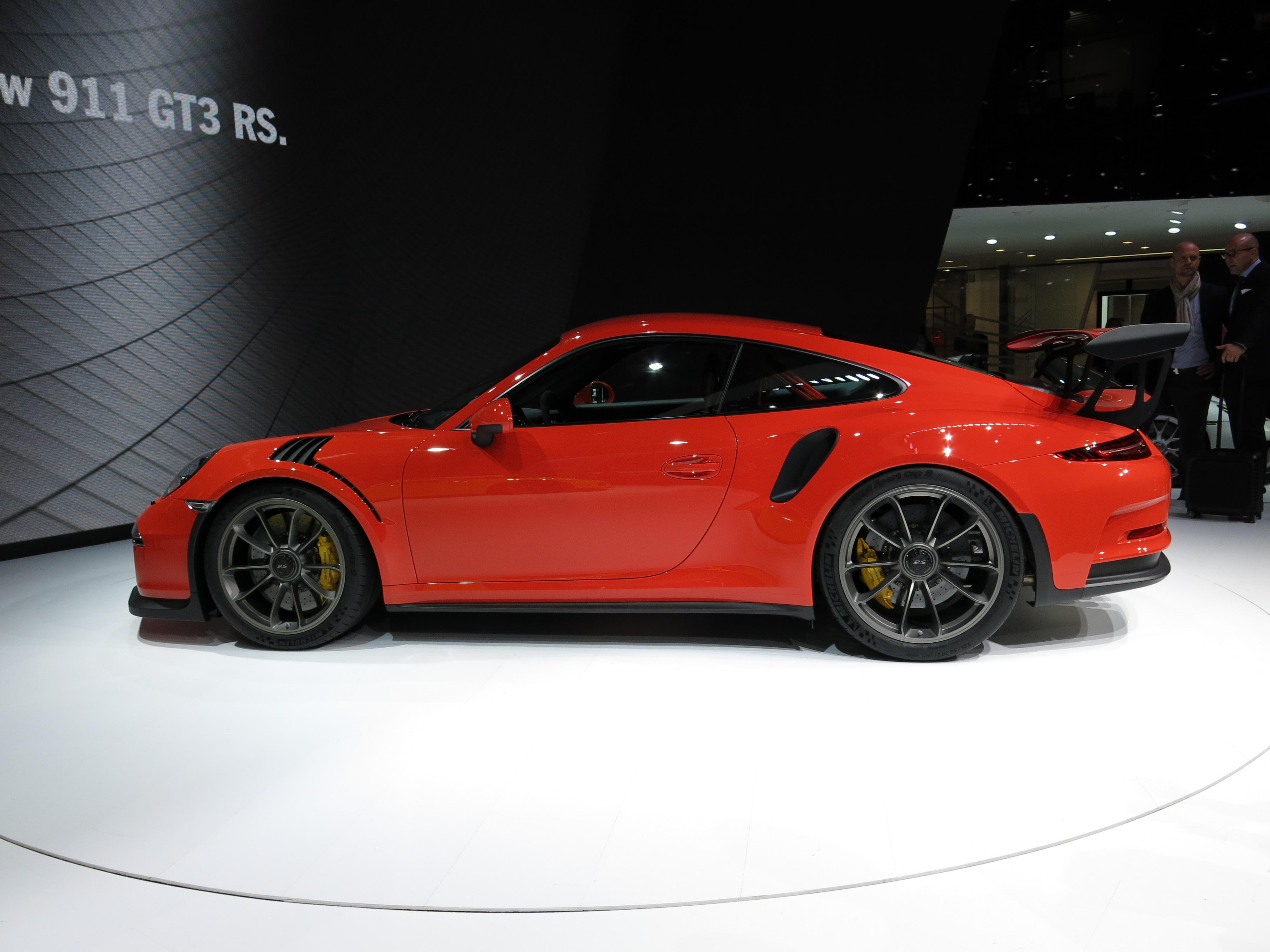
La 911 GT3 RS au salon de Genève 2015.
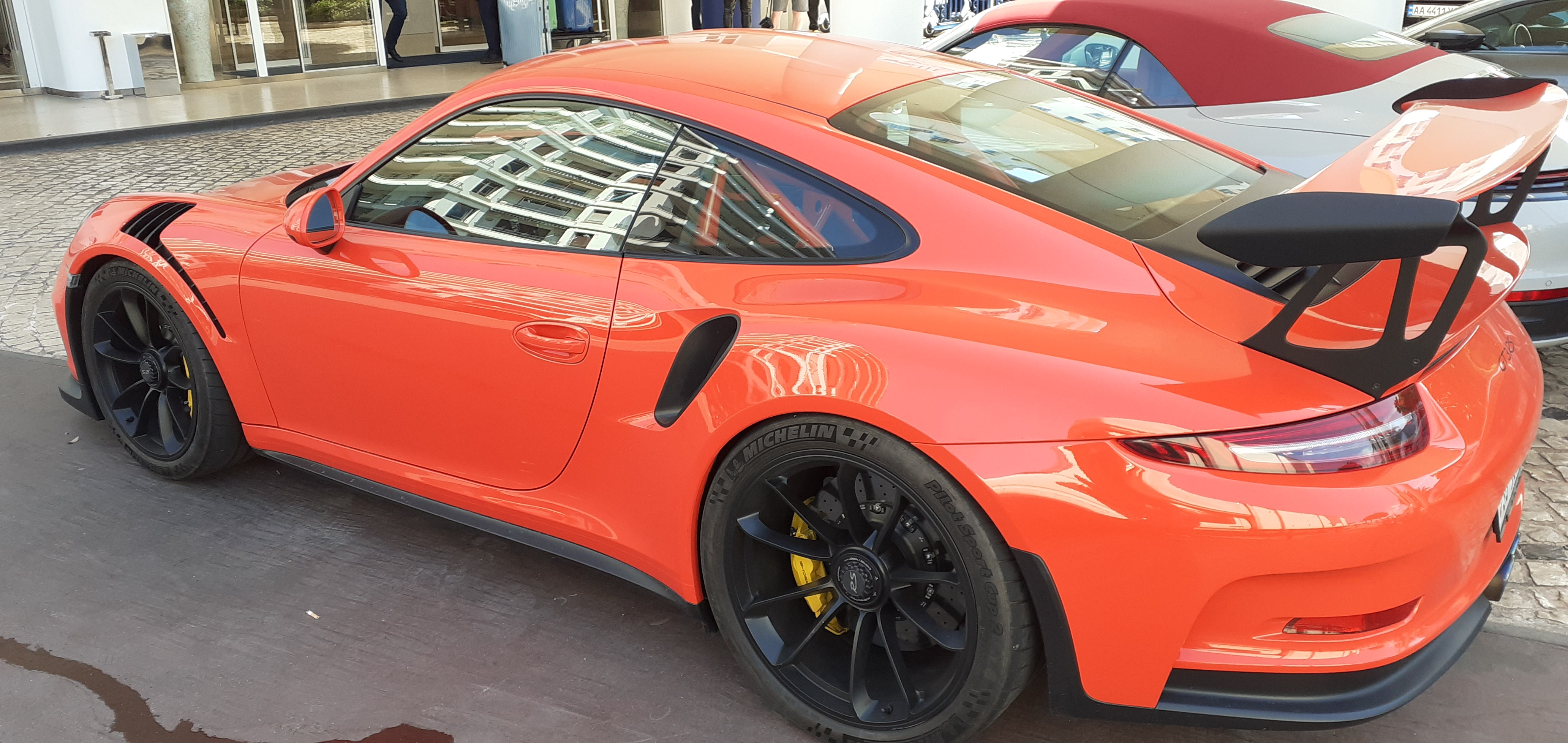
Porsche 991 GT3 RS.

### 991.2 GT3
Porsche a dévoilé la 991.2 GT3 à l’occasion du Salon de Genève 2017. Des modifications importantes ont été apportées au moteur pour permettre un régime maxi de 9000 tours par minute à partir du 6 cylindres à plat de 4,0 litres dérivé des voitures de course Porsche 911 GT3 R et Cup. Le système d’alimentation en carburant à injection directe est aussi plus efficace. Le moteur a une puissance de 500 ch et 460 N m de couple. Porsche s’est concentré sur la réduction du frottement interne pour améliorer la réponse de l’accélérateur. Par rapport à la 991.1, le spoiler arrière est 20 mm plus haut et situé plus en arrière pour être plus efficace, ce qui entraîne une augmentation de 20 % de la force d’appui. On note un nouveau spoiler avant et des changements à la suspension arrière ainsi que de plus grands entrées d’air. La voiture génère 154 kg de force aérodynamique à vitesse maximale. La 991.2 GT3 permet le choix entre une boîte manuelle ou une transmission à double embrayage PDK.
Les performances comprennent un temps d’accélération de 0 à 100 km/h de 3,8 secondes (3,2 secondes pour la version PDK) et un temps aux 400 m départ arrêté de 11,6 secondes. La GT3 peut atteindre une vitesse maximale de 319 km/h,.

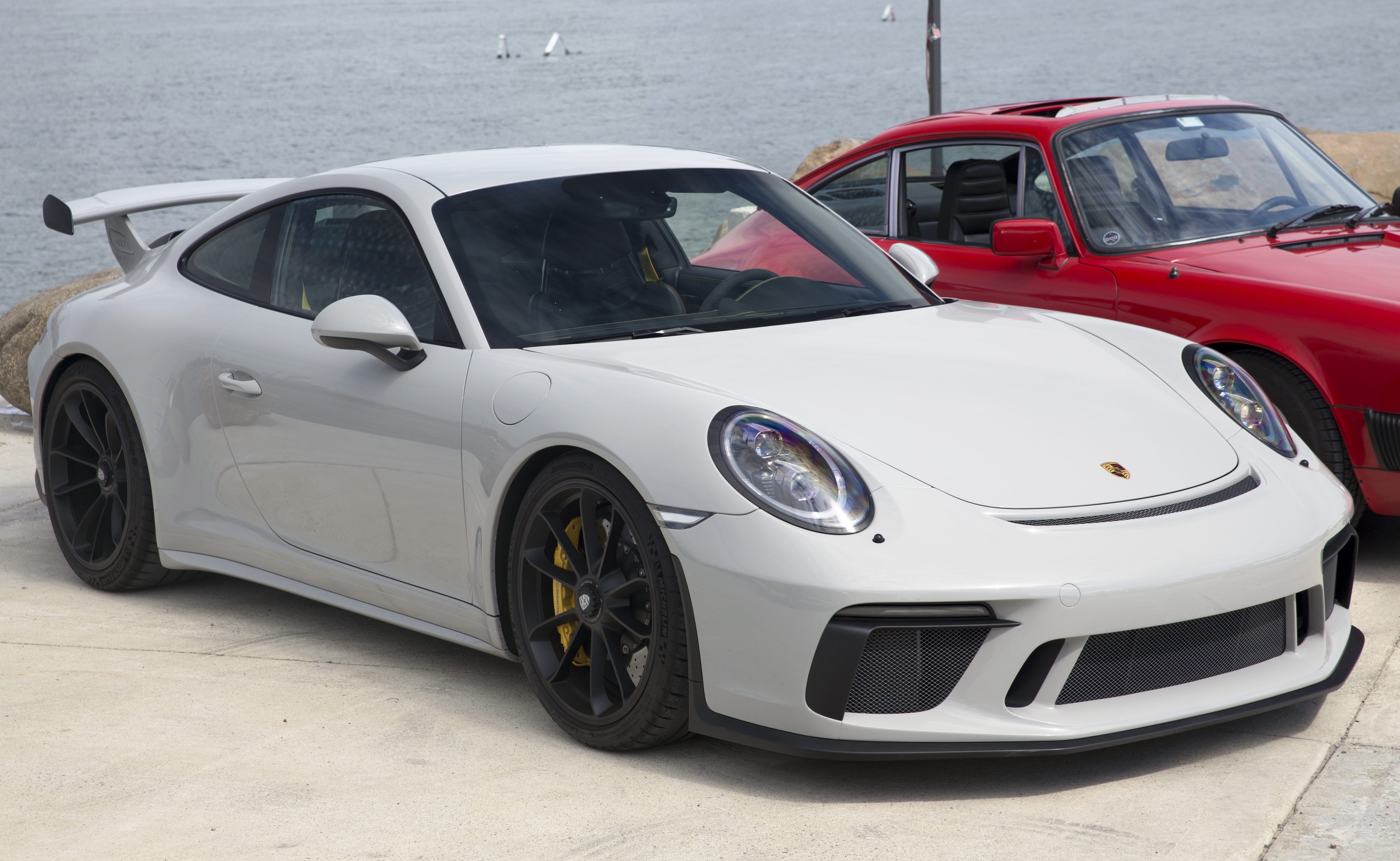
Porsche 911 GT3 (991.2)
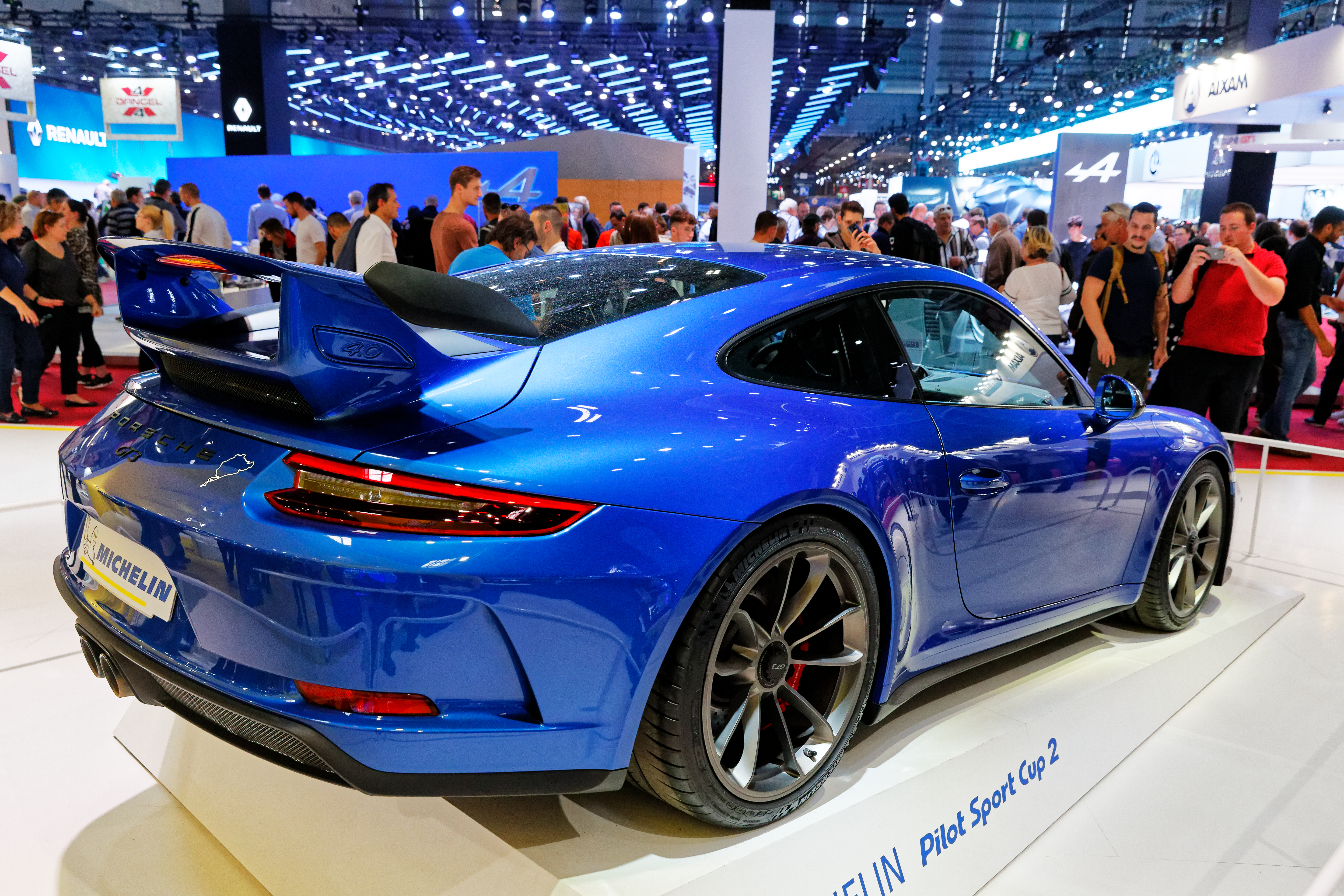
Porsche 911 GT3 (991.2) arrière

#### 991 GT3 Touring

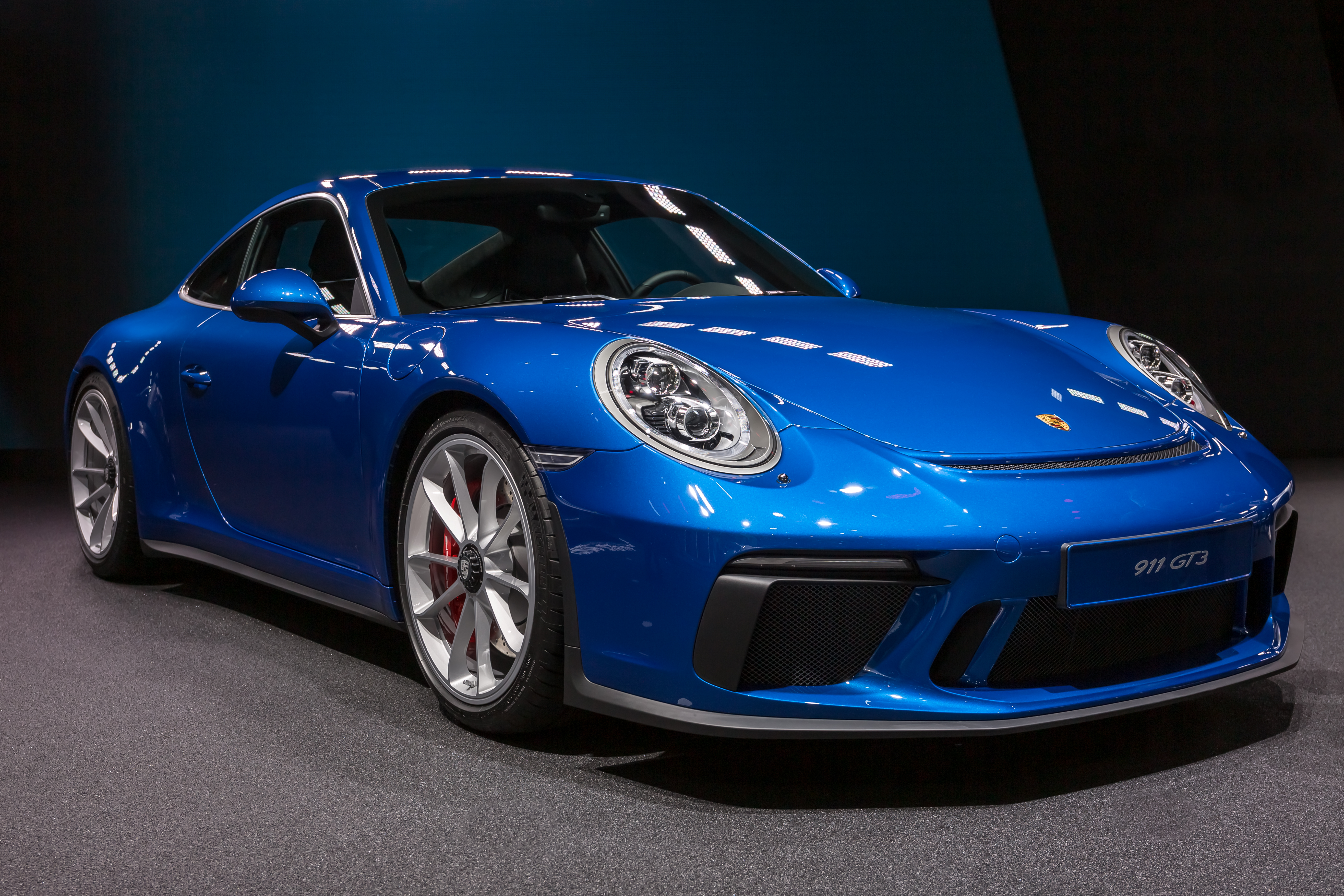
Une Porsche 911 GT3 Touring en 2017.

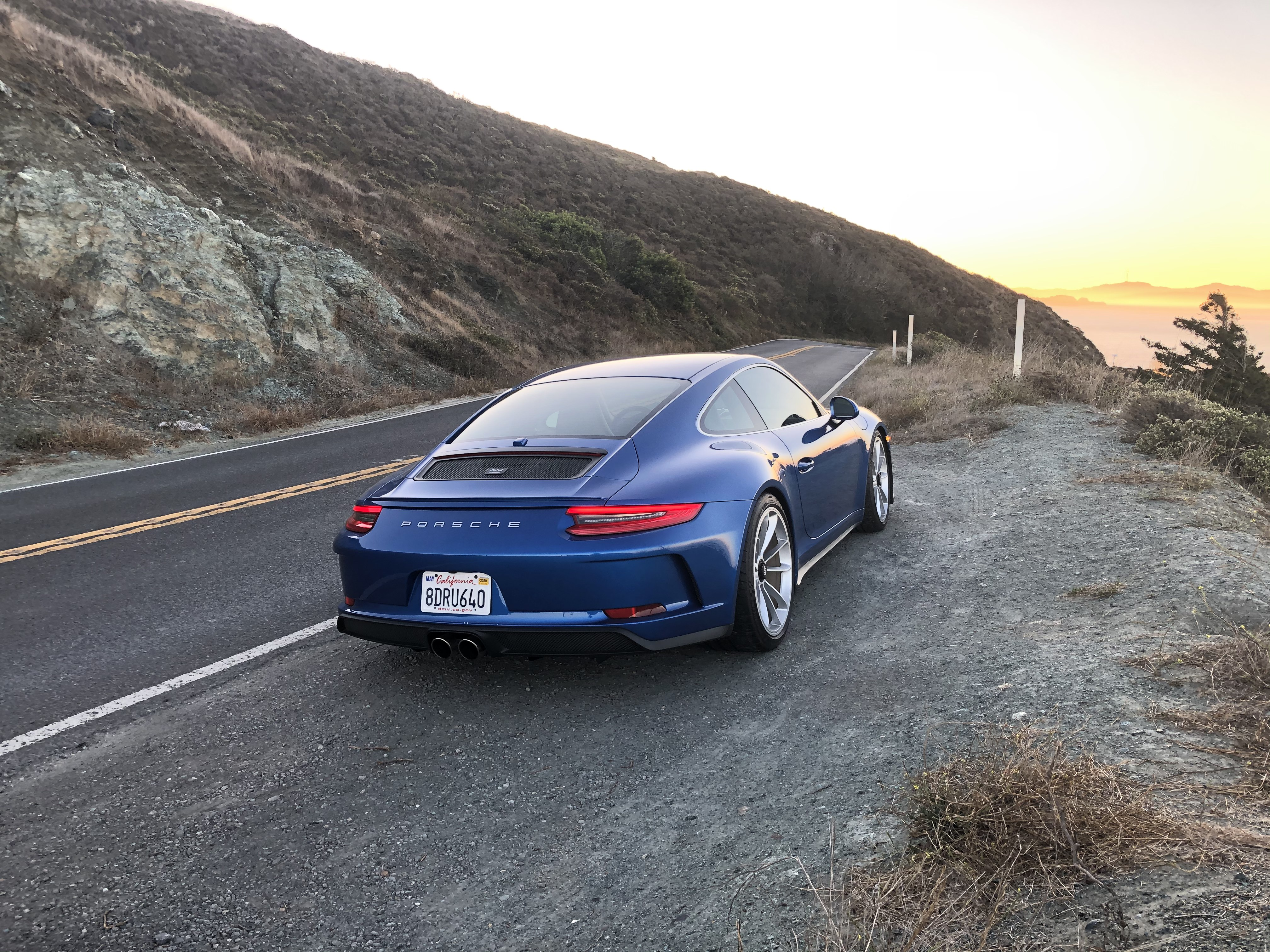
Porsche 991 GT3 Touring reconnaissable à l'absence de l'aileron fixe.

Produite en 2017, la 991 GT3 Touring, d'une cylindrée de 4 L et d'une puissance de 510 ch, affiche une vitesse maximale de 320 km/h sur circuit. Elle réalise le 0 à 100 km/h en 3,4 s. La particularité de cette version réside, notamment, dans l'absence de l'aileron arrière fixe qui caractérise d'ordinaire la GT3, remplacé par un spoiler à déploiement automatique (dès 80 km/h) plus discret et par la présence d'une boîte mécanique. Une boîte PDK à 7 rapports est disponible en option pour la version la plus récente.
La 991 GT3 Touring présente de nombreuses similitudes avec la Porsche 991 R produite en 2016 en série limitée à 991 exemplaires tous écoulés dans des délais exceptionnellement rapides. Pour satisfaire la demande, Porsche commercialise l'année suivante la GT3 Touring qui serait une déclinaison de la 911 R destinée à une clientèle recherchant une Porsche « aux lignes épurées ».

### 991.2 GT3 RS

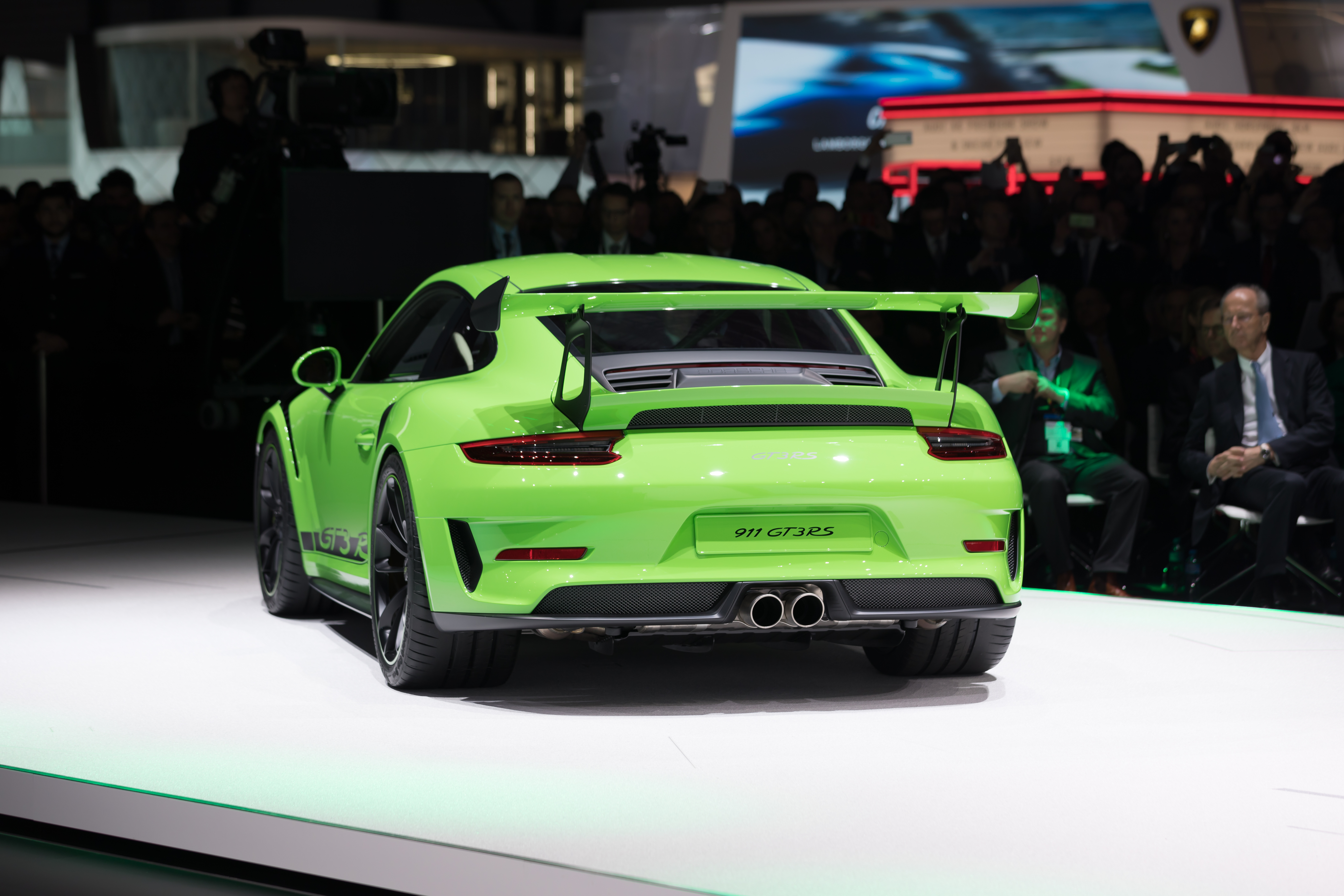
Porsche 991 GT3 RS Phase 2.

Présentée au Salon international de l'automobile de Genève 2018, la version restylée de la 911 GT3 RS reçoit 20 ch supplémentaires pour une puissance totale de 520 ch, une vitesse maximale de 312 km/h et effectue un 0 à 100 km/h en 3,2 secondes, le tout pour un tarif de 198 335 euros. Elle signe un temps de 6 min 56 sur la boucle nord du Nürburgring et devient la troisième Porsche à boucler un tour en moins de 7 min

## 992 GT3 (2021-)
La 911 GT3 type 992 est présentée le 16 février 2021. Par rapport à la GT3 précédente, la 992 GT3 gagne 10 chevaux, pour en totaliser 510. Elle est disponible en boîte mécanique et en boîte automatique PDK à 7 rapports. Toujours plus performante de génération en génération, la « 992 » GT3 se dote de multiples appendices aérodynamiques. À l’avant, le pare-chocs guide l’air aux deux extrémités pour faire de cet élément son allié. Deux entrées d’air sur le capot augmente son agressivité et améliore le refroidissement du radiateur avant. L'aileron arrière, de taille importante, accueille lui une nouvelle fixation dite en « col de cygne » qui diminue la traînée aérodynamique et augmente l'appui.
Techniquement, le châssis reçoit la technologie à quatre roues directrices. Pour la première fois sur une Porsche de grande série, le train avant est à double triangulation. La direction devient plus directe, l’appui est majoré et la voiture est plus maniable. Elle reste une propulsion avec un 0 à 100 km/h en 3,4 secondes et un 0 à 200 en 10,8 secondes.

### 992 GT3 Touring

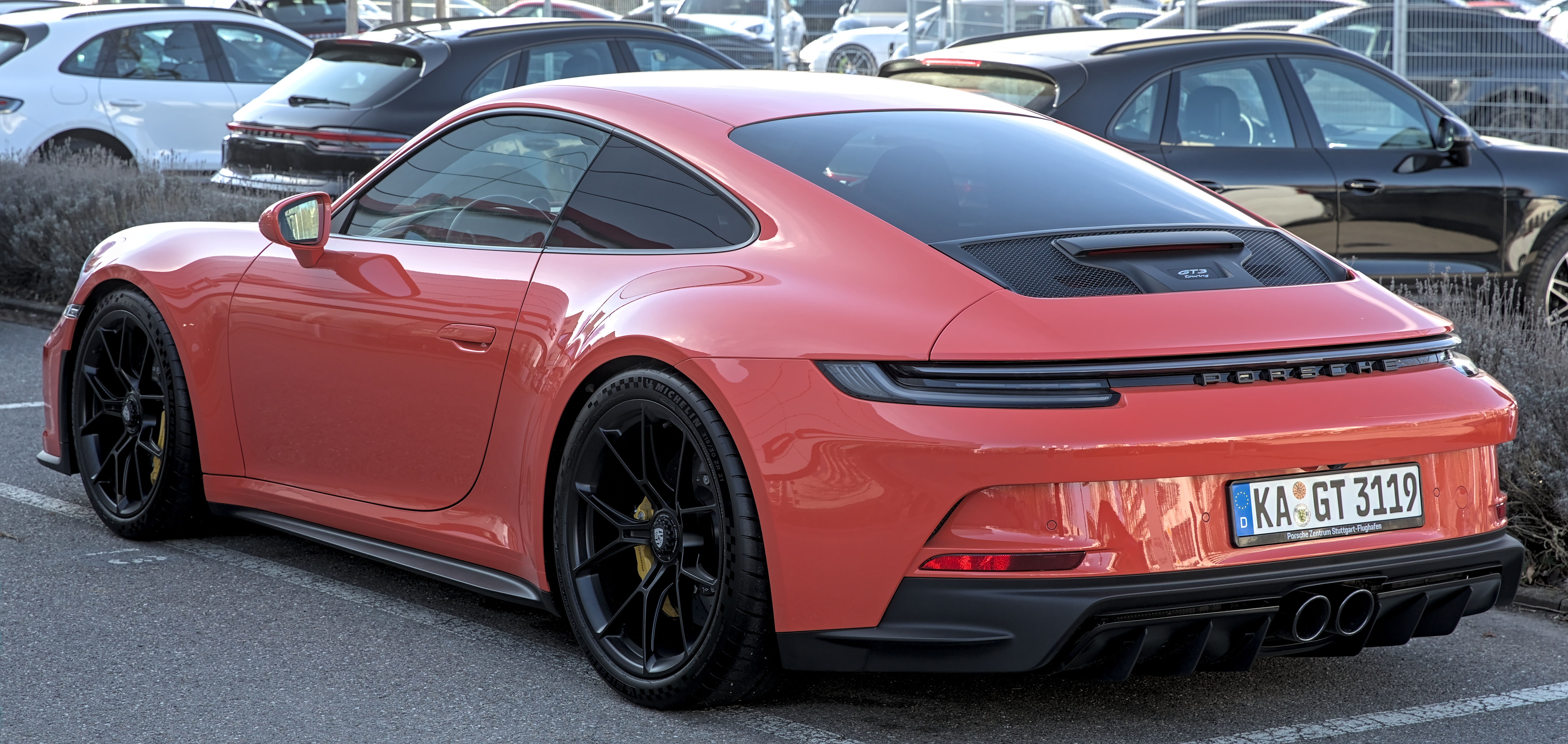
Porsche 992 GT3 Touring.

L'option Pack Touring proposée pour la 991 GT3 est reconduite sur la 992 GT3. Présentée en 2021, cette nouvelle version reprend les caractéristiques de sa devancière mais avec l'aileron arrière fixe remplacé par un spoiler à déploiement automatique plus discret, le Flat-6 atmosphérique 4,0 litres de 510 chevaux et 470 N m de couple, associé à une boîte manuelle à 6 rapports (1 418 kg) ou automatique PDK à sept rapports en option (1 435 kg)  toujours présent.

### 992 GT3 RS
Porsche a dévoilé pendant la Car Week de Monterey la 992 GT3 RS qui développe 525 ch soit 15 de plus que la GT3,. Elle reste une propulsion et conserve la direction intégrale progressive pour un pilotage incisif. Véritable GT3 R pour la route, la GT3 RS Type 992 adopte de nombreux appendices aérodynamiques actifs. À l’avant, la double triangulation de la GT3 est reconduite, un apport de 40 kg d’appui environ. Dans les précédentes GT3 RS, trois radiateurs se plaçaient à l’avant contre un seul dorénavant, grand, incliné, condamnant l’accès au coffre avant. L’espace libéré par les radiateurs aux extrémités de la voiture permet d’intégrer des éléments aérodynamiques actifs, pour l’efficacité. Le capot est ajouré pour laisser respirer le radiateur. L’air est ensuite conduit vers deux ailettes sur le toit. De profil, le passage de roues ouvert apporte de l’appui, tout comme les élargisseurs d’ailes. Comme les précédentes GT3 RS, elle s’inspire des modèles Turbo avec les entrées d’air latérales. Mais pour la première fois, celles-ci ne conduisent pas au moteur mais servent l’efficacité aérodynamique de la voiture. Fond plat et diffuseur sont améliorés et un grand aileron prend place sur le train arrière. Tout comme la GT3, il reprend la fixation « en col de cygne », qui fixe un aileron fixe et un aileron actif. L’aileron est plus haut que la voiture. Il intègre pour la première fois un aileron actif, déjà vu en Formule 1, avec le système DRS. Au total, la voiture comptabilise 860 kg d’appui aérodynamique à 285 km/h.
La GT3 RS est réglable aussi avec quatre boutons rotatifs sur le volant. Le premier est celui des modes de conduite, entre Normal, Sport et Track. En sélectionnant le mode Track, il est possible ensuite de calibrer le contrôle de traction et de stabilité, les suspensions (en amortissement et en détente) et le différentiel. Sur la branche gauche, le bouton DRS lève la partie active de l’aileron pour aller chercher la vitesse maximale de 296 km/h. Pour arrêter la voiture, la GT3 RS compte sur des freins à disque en acier de 408 mm et 6 pistons à l’avant et 380 et 4 pistons à l’arrière, ou des freins en carbone-céramique de 410 mm à l’avant et 390 à l’arrière. Avec le Pack Weissach, la GT3 RS peut perdre 15 kg. Le prix de la voiture hors options est de 234.977€
La GT3 RS a été mise au point au Nürburgring, circuit sur lequel elle a signé un temps de 6’49’’328 sur la grande boucle de 20,8km, soit 10 secondes de mieux que la GT3. Cependant, les conditions n’étaient pas favorables, avec un fort vent de face sur la ligne droite.

### 992 GT3 R rennsport
Porsche a dévoilé en 2023 la 911 992 GT3 R rennsport limitée à 77 exemplaires. Elle est équipée d'un 6-cylindres à plat de 620 ch. 